# Prieuré Saint-Victor de Bray
Le prieuré Saint-Victor de Bray-sur-Aunette est un ancien prieuré de chanoines réguliers de saint Augustin, dépendant de l'abbaye Saint-Victor de Paris, et situé sur la commune de Rully (Oise), en France. Il a été fondé en 1249 par testament de Guillaume le Bouteiller, seigneur de Senlis. Un prieur et cinq moines sont installés en 1263, date présumée de l'achèvement de la chapelle. Vers 1650, le prieuré est dévasté par les troupes du maréchal de Turenne, puis réparé. Le dernier prieur meurt en 1773. La situation financière précaire de l'abbaye mère de Saint-Victor ne permet pas de le remplacer, et le domaine est loué à un bourgeois de Paris, avec l'obligation d'entretenir la chapelle. La vente comme bien national survient en 1791, et le prieuré devient définitivement une ferme. Les bâtiments conventuels sont démolis entre 1827 et 1836. Depuis lors, ne subsistent plus que la chapelle de style gothique rayonnant, qui est d'un grand intérêt architectural ; une cave ; un pigeonnier médiéval ; des éléments du mur de clôture avec le portail ; et des bâtiments des deux basses-cours datant de l'époque moderne. Ils ont connu de multiples transformations, et deux bâtiments d'exploitation ont encore été construits en 1900. La cave et les vestiges archéologiques au nord de la chapelle sont inscrits aux monuments historiques en 1926 ; la chapelle et le colombier sont à leur tour classés à la fin de l'année 1943, alors que de nouveaux propriétaires, Christiane et Charles de la Bédoyère, viennent de prendre possession du site. Ils évitent l'effondrement des voûtes de la chapelle en faisant poser des tirants d'acier en 1963. En 1996, la famille Delacharlery, propriétaire depuis 1981, fait le nécessaire pour mettre la chapelle hors d'eau. La charpente et la couverture sont refaites. Ce sont les tout premiers travaux de restauration depuis le départ des religieux. En 1998, la famille Sirot Saunier acquiert le domaine. Avec le soutien d'une association fondée en 2004, elle entreprend la restauration totale de la chapelle entre 2005 et 2012. Chaque année des concerts y sont organisés.

## Localisation

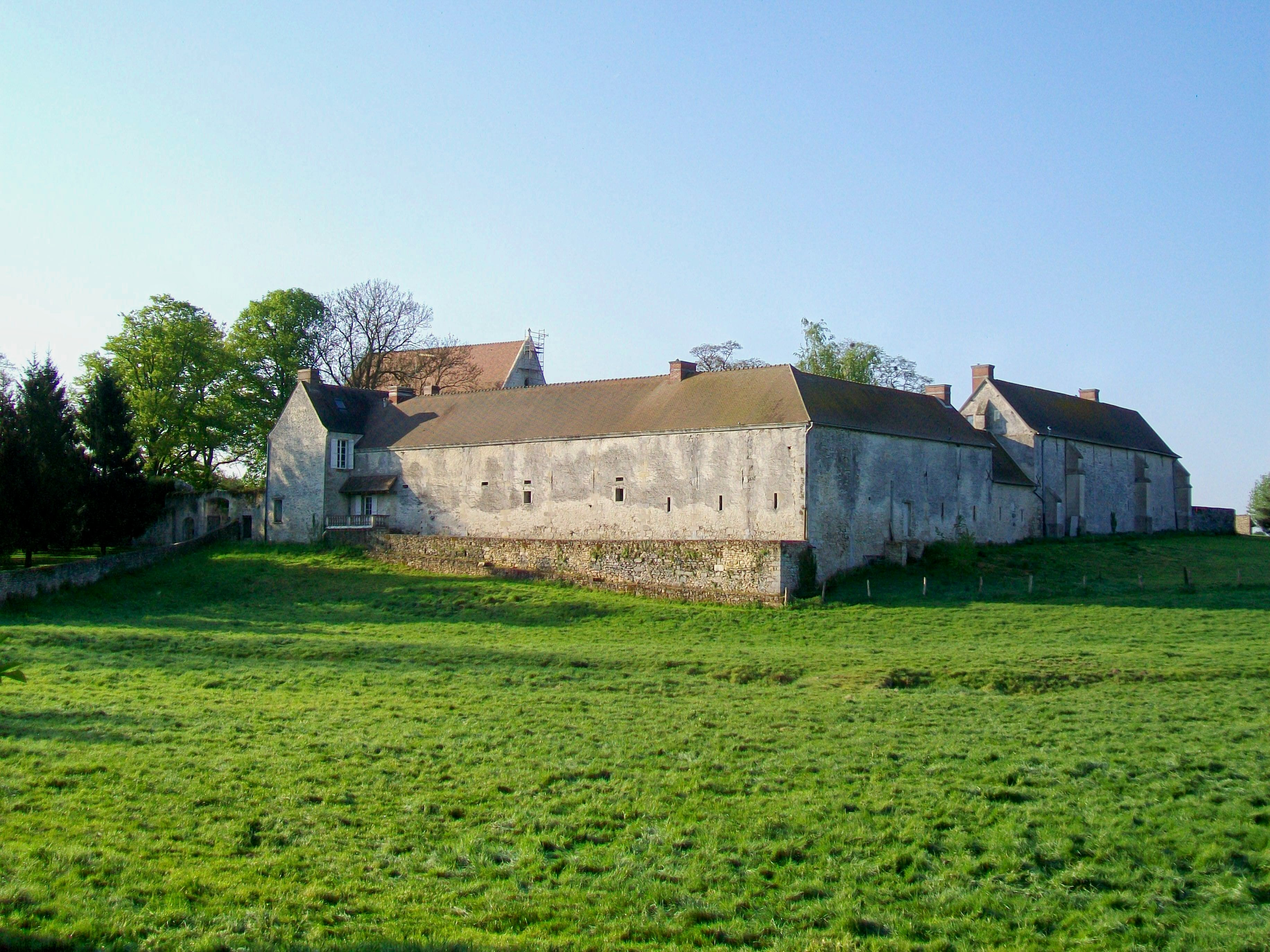
Vue depuis la RD 582, au nord-ouest. À gauche, le toit de la chapelle.

L'ancien prieuré de Bray-sur-Aunette se situe en France, en région Hauts-de-France et dans le département de l'Oise, dans le parc naturel régional Oise-Pays de France, sur le territoire de la commune de Rully, à l'est du hameau de Bray-sur-Aunette, à une altitude de 85,5 m. Le site est accessible par la RD 582, qui relie les deux parties de la commune. Au nord, il est délimité par l'Aunette, qui prend sa source près de Rully. L'ensemble des bâtiments sont compris dans un enclos de forme approximativement rectangulaire, dont la chapelle occupe le centre. La ferme et la plupart des bâtiments se concentrent dans la partie occidentale du rectangle. Un grand étang à l'extérieur de l'enclos fait également partie du domaine.

## Histoire

### La fondation

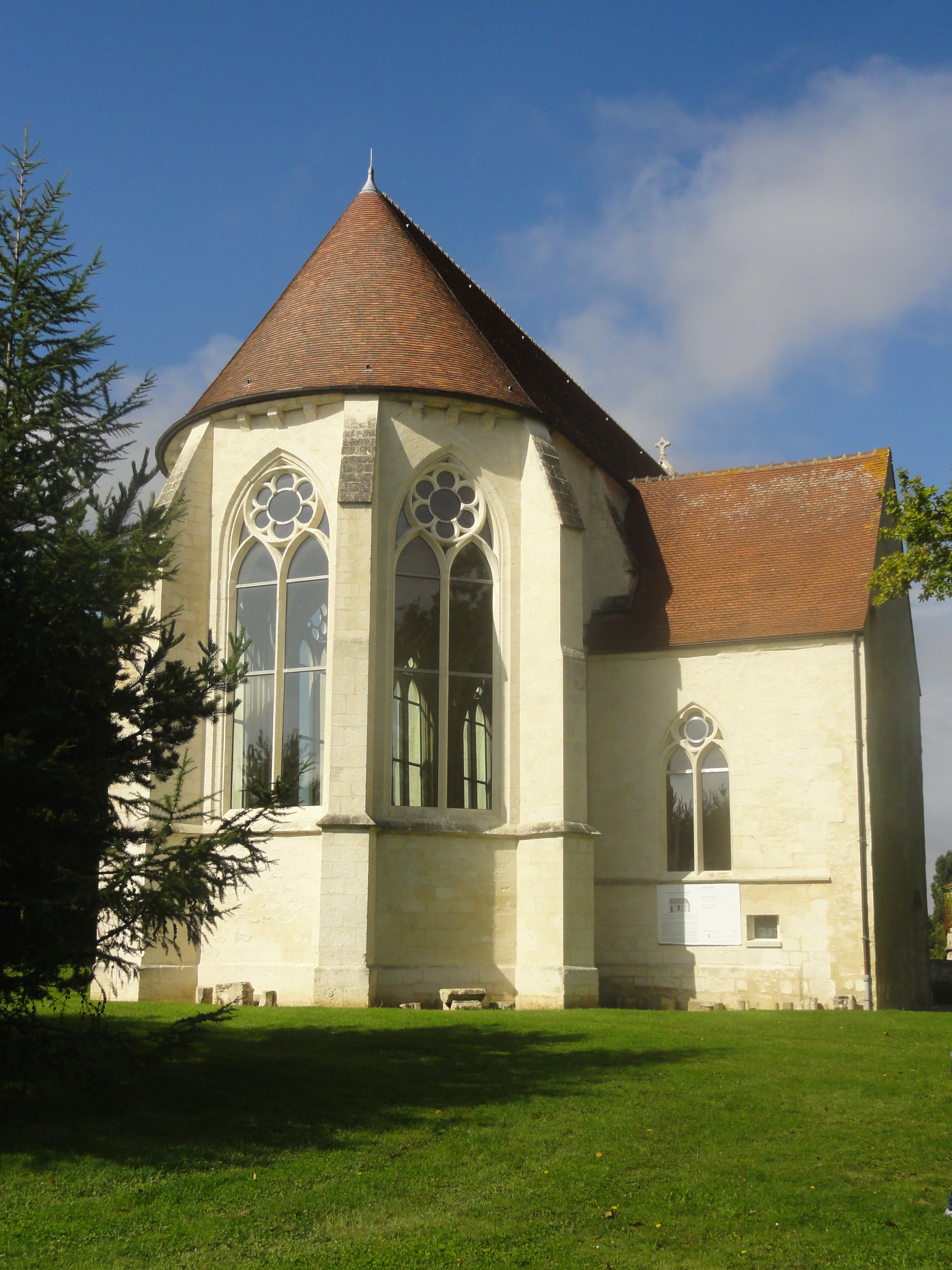
Chapelle, vue depuis l'est.

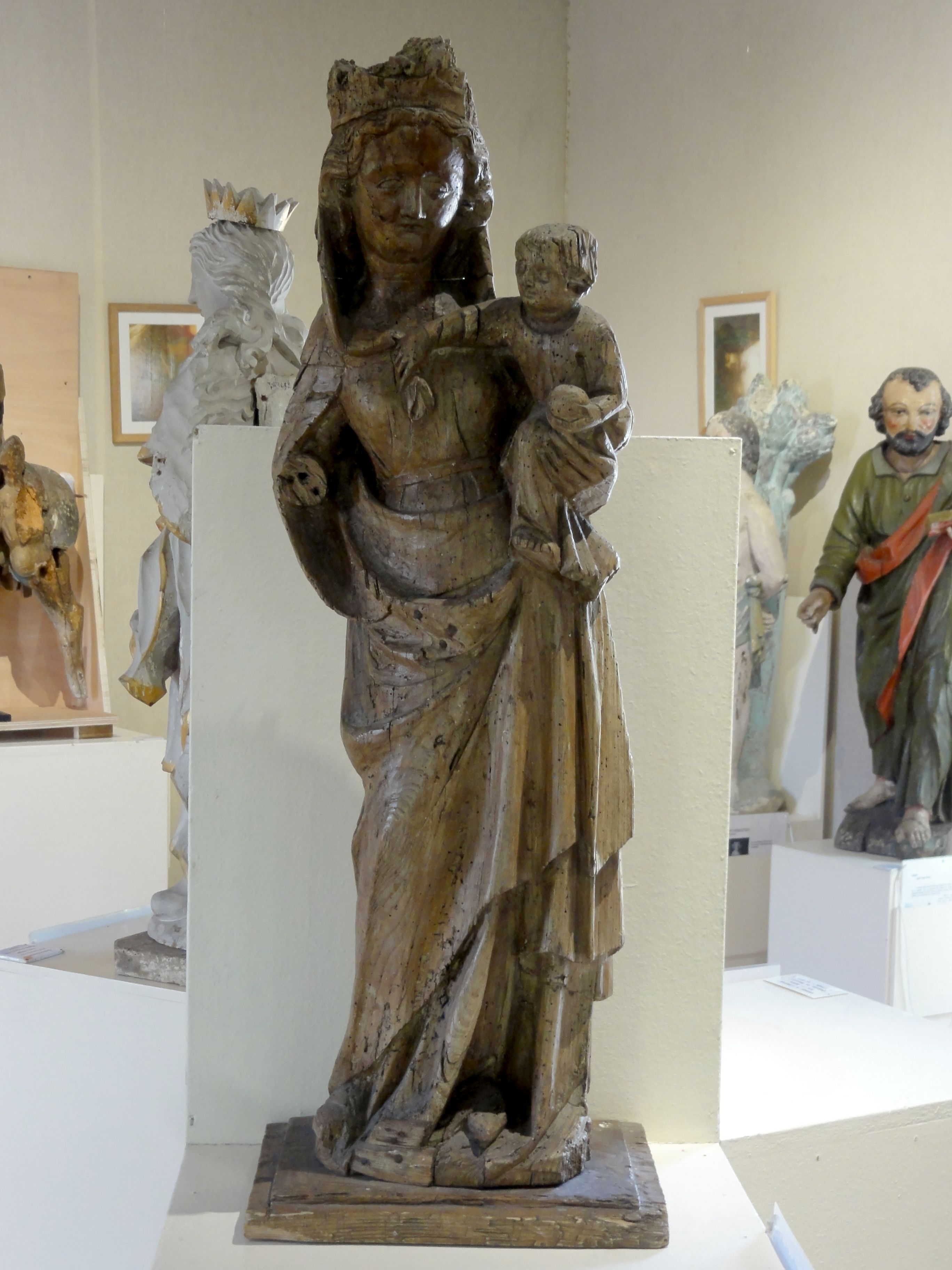
Vierge à l'Enfant en bois de chêne du milieu du XIVe siècle provenant du prieuré, au musée de Crépy-en-Valois.

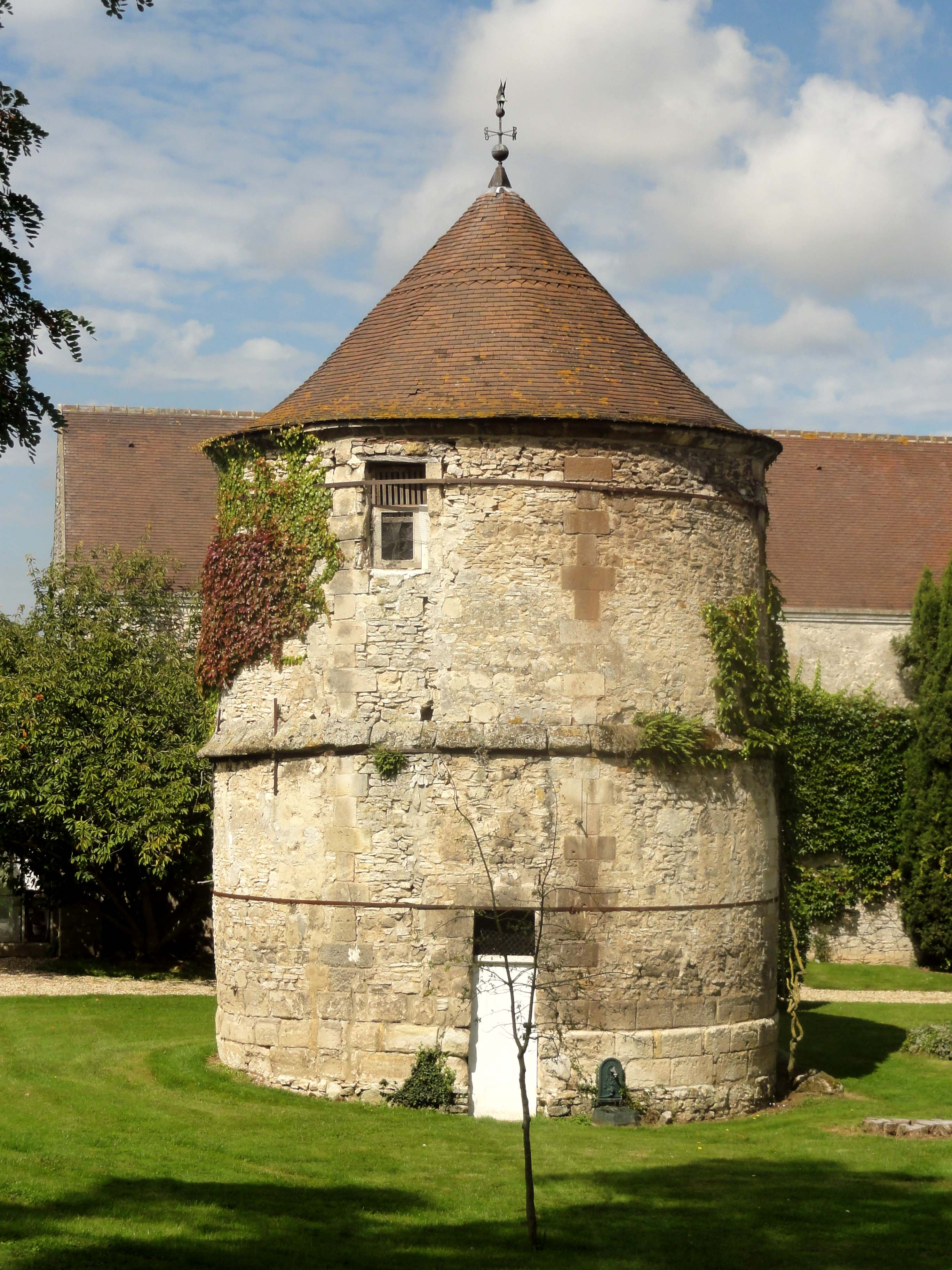
Colombier médiéval.

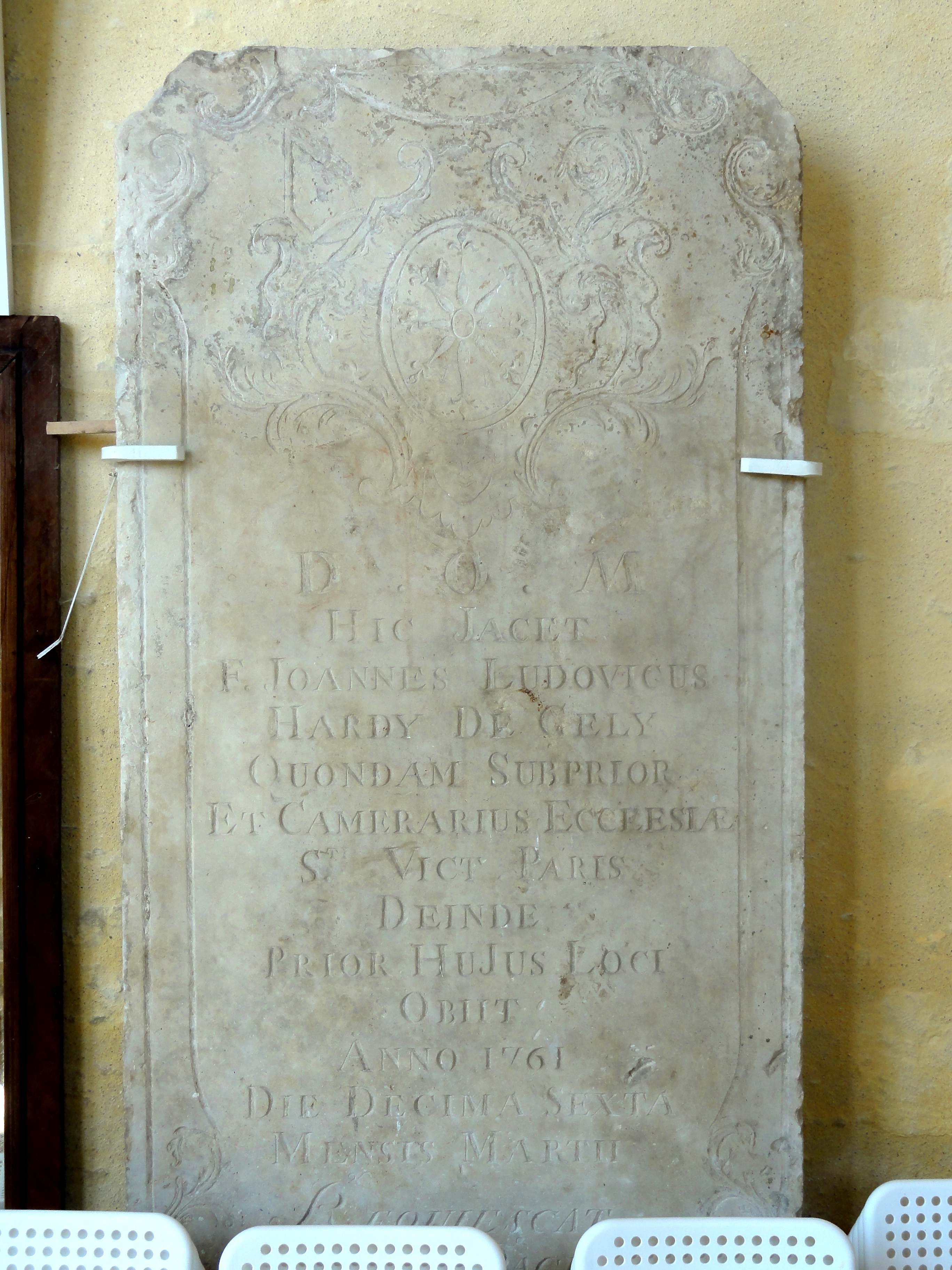
Pierre tombale du prieur Jean-Louis Hardy de Gely, mort le 17 mars 1761.

Avant de partir pour la septième croisade avec saint Louis au mois de juin 1248, Guy le Bouteiller, seigneur de Senlis, fait son testament. Il ne rentrera effectivement pas en France, et meurt sans descendance à Damiette, en Égypte, le 8 août 1249. Parmi d'autres dispositions, il stipule que la cinquième part de sa fortune doit être utilisée pour la fondation d'une abbaye, qui doit être rattachée à l'abbaye Saint-Victor de Paris, et établie à Bray, près de son château de Montépilloy. Afin que cette volonté soit observée, Guy désigne quatre exécuteurs testamentaires : l'évêque de Senlis, l'évêque de Paris, l'abbé de Saint-Victor (qui se nomme Ascelin à cette époque) ; et maître Herbert, archidiacre de l'église Saint-Évroult de Rethel. La fondation est validée par des lettres patentes de Louis IX, signées à Aigues-Mortes au mois d'août 1248. Malgré ces précautions, rien ne se passe jusqu'en 1255. L'inventaire des biens du défunt n'est pas encore dressé. Maître Herbert est déjà mort à ce moment. Au mois de juin, Renaud III Mignon de Corbeil, abbé de Paris ;  Adam de Chambly, évêque de Senlis, et l'abbé Ascelin se réunissent, et réduisent de douze « à six chanoines réguliers réunis en prieuré » la fondation de l'abbaye. En effet, les revenus dégagés par la cinquième part des terres de Guy le Bouteiller ne sont pas jugés suffisants pour faire vivre une communauté monastique plus importante. Il faut encore s'entendre avec la principale héritière, Marguerite de Mailly, veuve de Raoul le Bouteiller, frère de Guy, sur le mode du prélèvement de la part de l'héritage incombant à la fondation monastique. Au mois de mars 1256, un accord est conclu devant le bailli de Vermandois, aux assises de Senlis, et il est statué qu'une estimation définitive des propriétés doit être faite par un conseil d'experts. C'est chose faite au mois de septembre 1257. L'abbaye Saint-Victor reçoit la somme de deux mille livres tournois afin de payer la construction du nouveau prieuré. Chaque année, le prieuré doit toucher la somme de neuf fois vingt livres parisis, à prendre sur les revenus de fermes de Bray, Rully et Chamicy (hameau de Rully) et de sept fiefs ; si ces revenus s'avèrent insuffisants, le déficit doit être complété par les revenus de la ferme de Montépilloy. La réduction à six chanoines est définitivement approuvée par des lettres patentes du roi Louis IX, signées au mois de juillet 1255 à l'abbaye de Royaumont, et par un acte d'Adam de Chambly du mois d'avril 1258. Au mois d'avril 1257, le roi donne des lettres-patentes pour valider l'estimation des biens. Une bulle pontificale du pape Alexandre IV complète les formalités de fondation. Elle est datée de Viterbe, le deuxième jour des calendes du mois de février 1259.

### Histoire du prieuré jusqu'à la Révolution
L'histoire du prieuré commence par l'arrivée d'un prieur, du nom de Raoul de Crécy, et de cinq chanoines, le 24 décembre 1263. Les bâtiments conventuels et la chapelle sont probablement achevés à ce moment, ou au moins à peu près. La chapelle est exclusivement réservée à l'usage des religieux. Les habitants du petit village de Bray disposent de l'église paroissiale Saint-Georges, qui remonte aux alentours de 1100 (les messes n'y sont plus dites). Selon les préceptes des chanoines réguliers de saint Augustin, ils s'emparent de la cure et assurent le service paroissial. Raoul de Crécy meurt dès le mois d'avril 1264. Dès lors, selon l'abbé Caudel, le nombre de six chanoines n'est plus jamais atteint. L'on ignore même les noms de leurs successeurs jusqu'en 1336, quand le prieur se nomme Pierre de Barre. En 1377, Adam Saquati est élu prieur. C'est la période de la guerre de Cent Ans, et les domaines agricoles attribués au prieuré par Guy le Bouteiller ne dégagent plus les revenus nécessaires au bon fonctionnement du prieuré. Vers la fin du XIVe siècle, un décret de l'abbaye Saint-Victor, qui n'est malheureusement pas exactement datable, arrête « qu'on ne peut, dans le prieuré de Bray, aussi bien que dans les autres, envoyer et entretenir qu'un seul chanoine ». Ainsi, le prieur habite désormais tout seul le prieuré, sans compter le personnel laïque engagé pour l'exploitation de la ferme rattachée au prieuré, et dont l'existence est attestée par le pigeonnier médiéval qui se trouve toujours dans la grande cour. Par temps de paix, un second moine se joint au prieur. Aucun événement important ne ponctue l'existence du prieuré. Thomas Gaudic, Perrine Leclerc et Guillaume Moine déplorent la perte des archives de l'abbaye Saint-Victor et pensent que l'histoire du prieuré reste en grande partie inconnue ; ceci ne les empêche pas d'affirmer que le prieuré est « fortement impliqué dans la vie spirituelle et économique de la région ». En 1865, l'abbé Caudel a pourtant pu consulter les principaux documents relatifs à l'histoire du prieuré, dont certains ont été recopiés par le chanoine Afforty. La rareté des sources pour l'époque postérieure à la fondation ne l'étonne pas : « La vie religieuse ne se raconte guère : elle est la même pour tous, et c'est cette uniformité qui en fait la gloire ; si on peut prononcer ce mot quand il s'agit de tels hommes : prier, étudier, administrer paisiblement et paternellement le bien de la communauté, telle fut leur vie. Si elle ne satisfait pas notre curiosité scientifique, elle suffit aux hommes et surtout à Dieu »,.
Le prieuré Saint-Victor est un prieuré claustral, et il ne peut pas être mis en commende. Les prieurs sont élus par les chanoines, et doivent être confirmés par le roi, comme dans l'ensemble de l'ordre des chanoines réguliers de saint Augustin. Au XIVe siècle, deux prieurs de Bray deviennent par la suite abbé de Saint-Victor, et un autre, abbé de la Victoire. Antoine Bonnot, élu prieur le 17 juillet 1505, est enjoint d'avoir un compagnon et de résider au prieuré. C'est peut-être pour la première fois depuis la guerre de Cent Ans que plus d'un moine habite le prieuré. L'on voit aussi qu'il n'est apparemment pas évident que les prieurs résident constamment sur place. À la fin de l'année 1538, le prieur J. Duquesnoy est révoqué, et le 14 janvier 1632, Pierre III de Lagne connaît le même sort. Les motifs de ces révocations ne sont plus connus. Robert Barthe, qui est élu en 1539 alors qu'il a déjà soixante-dix ans, exerce son ministère encore pendant trente ans et meurt centenaire en 1569. Vers 1650, le prieuré est dévasté par les troupes du maréchal Turenne, puis réparé sous le prieur Benoît Faure. C'est l'un des prieurs les plus distingués de Bray, qui renouvela l'esprit de la communauté par ses exemples, et rendit l'église et la maison plus belles qu'elles ne l'avaient jamais été. Ancien camérier de Saint-Victor, il meurt aussi dans l'abbaye parisienne en 1656 et y est enterré dans le cloître. Les auteurs n'indiquent pas son éventuel lien de famille avec Charles Faure (1594-1652), grand réformateur des Augustins et fondateur de la congrégation de France. Les rares éléments que l'on connaisse de la biographie de certains prieurs sont le plus souvent sans importance. La dalle funéraire d'un seul prieur subsiste dans la chapelle : c'est celle de Jean-Louis Hardy de Gely, mort au mois de mars 1761. Trois prieurs lui succèdent encore, mais aucun ne reste en fonction bien longtemps. Le dernier prieur est Jean-Baptiste Casnet ou Cornet, élu le 17 mai 1763 à l'âge de soixante-douze ans, et mort probablement en décembre 1772. L'abbaye Saint-Victor ne le remplace pas, car sa situation financière précaire ne le lui permet pas. Sans supprimer officiellement le prieuré ou le réunir à un autre établissement monastique comme cela se pratique fréquemment au XVIIIe siècle, elle loue le domaine à Jacques Badin, bourgeois de Paris. Il est tenu d'entretenir le prieuré et notamment sa chapelle « avec décence ». C'est probablement Badin qui aménage un parc à l'ouest de l'enclos. L'allée reliant le prieuré à l'église Saint-Georges est interceptée par ce parc. Sous la Révolution française, la chapelle échappe au vandalisme, car sa vocation religieuse est déjà oubliée,.

### État des lieux en 1791

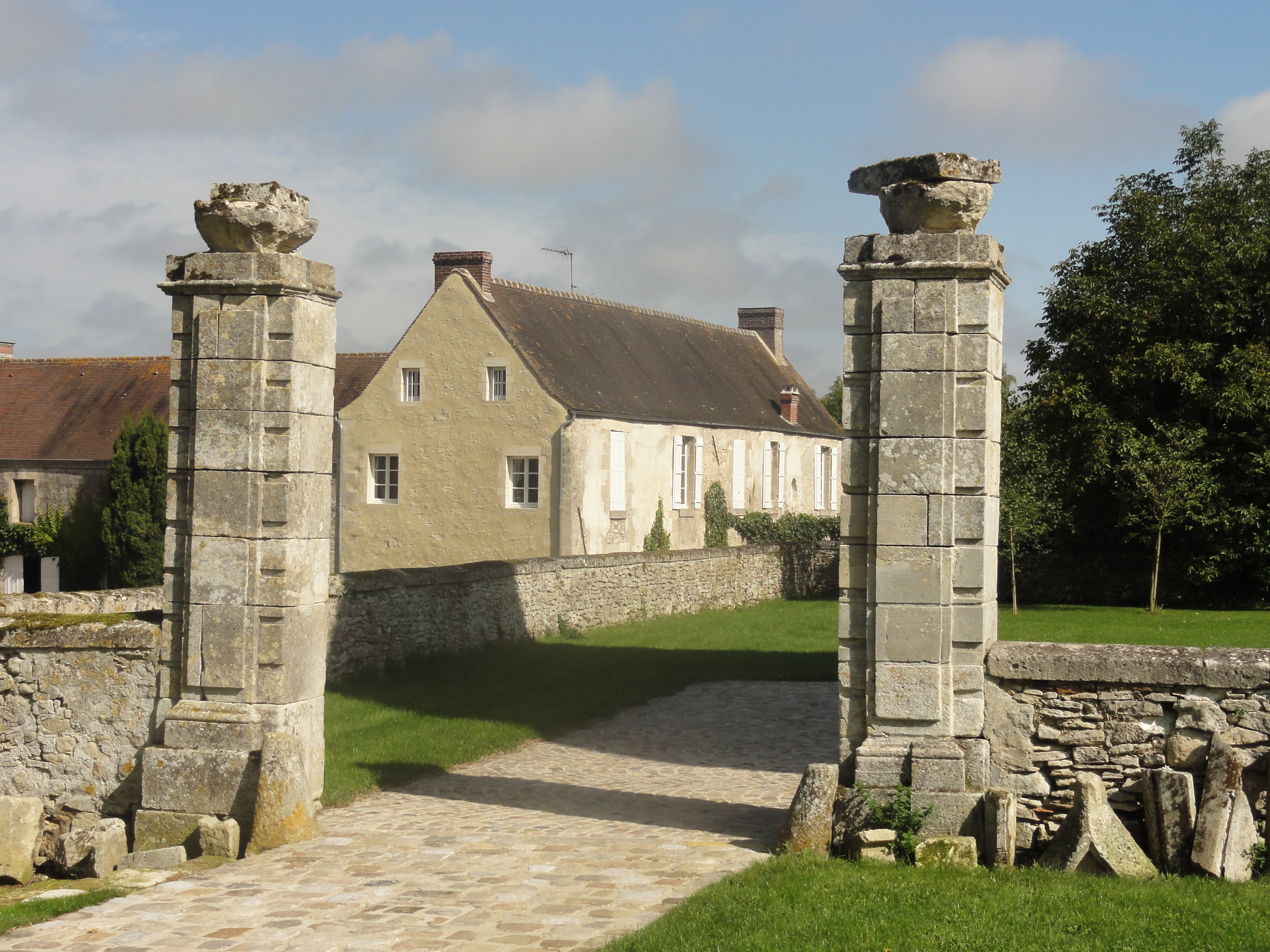
Portail entre la « cour verte » et la grande cour de ferme, vue vers le nord.

Plan de situation en 1791.

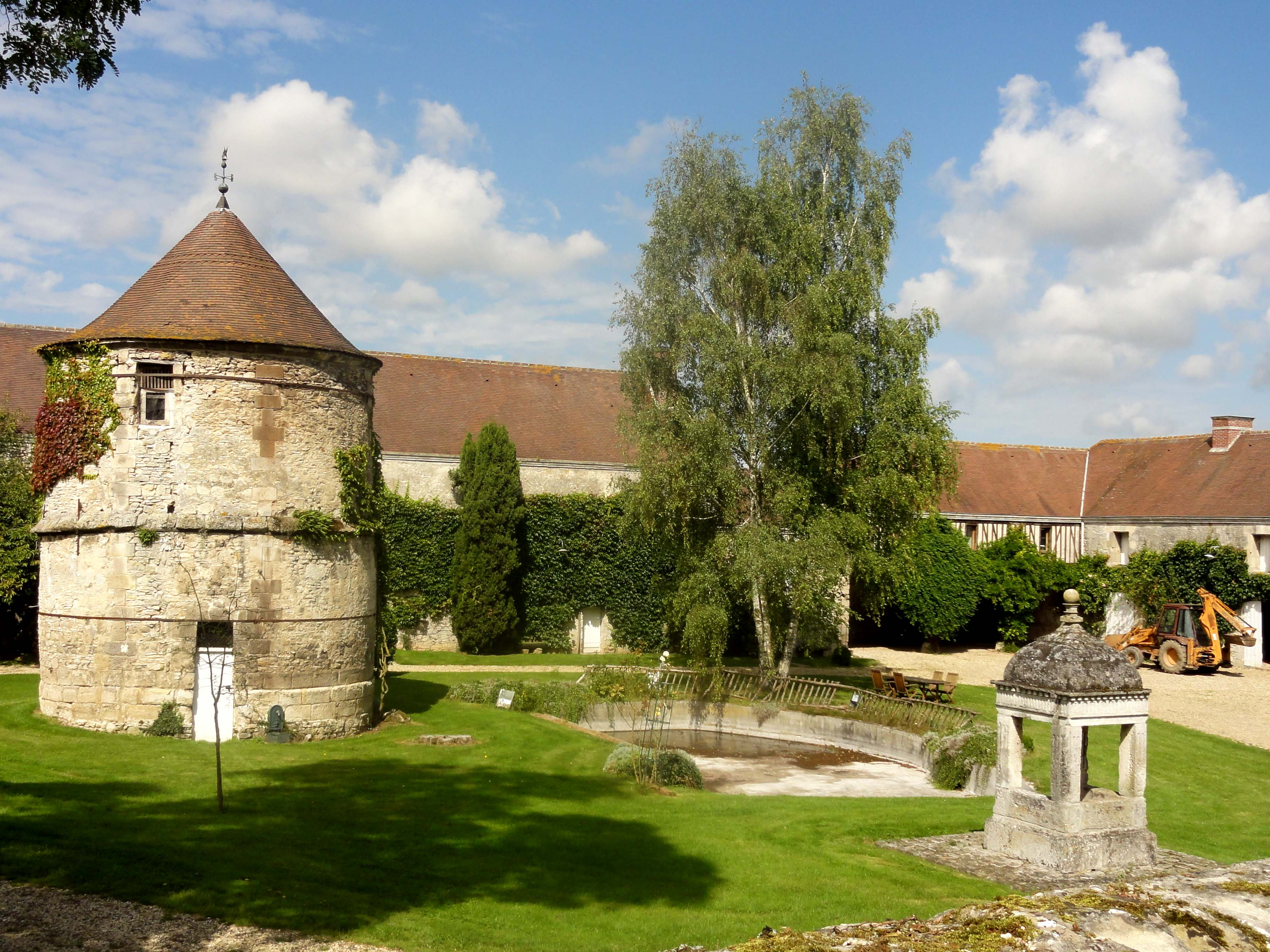
Grande cour de ferme avec colombier, abreuvoir et puits.

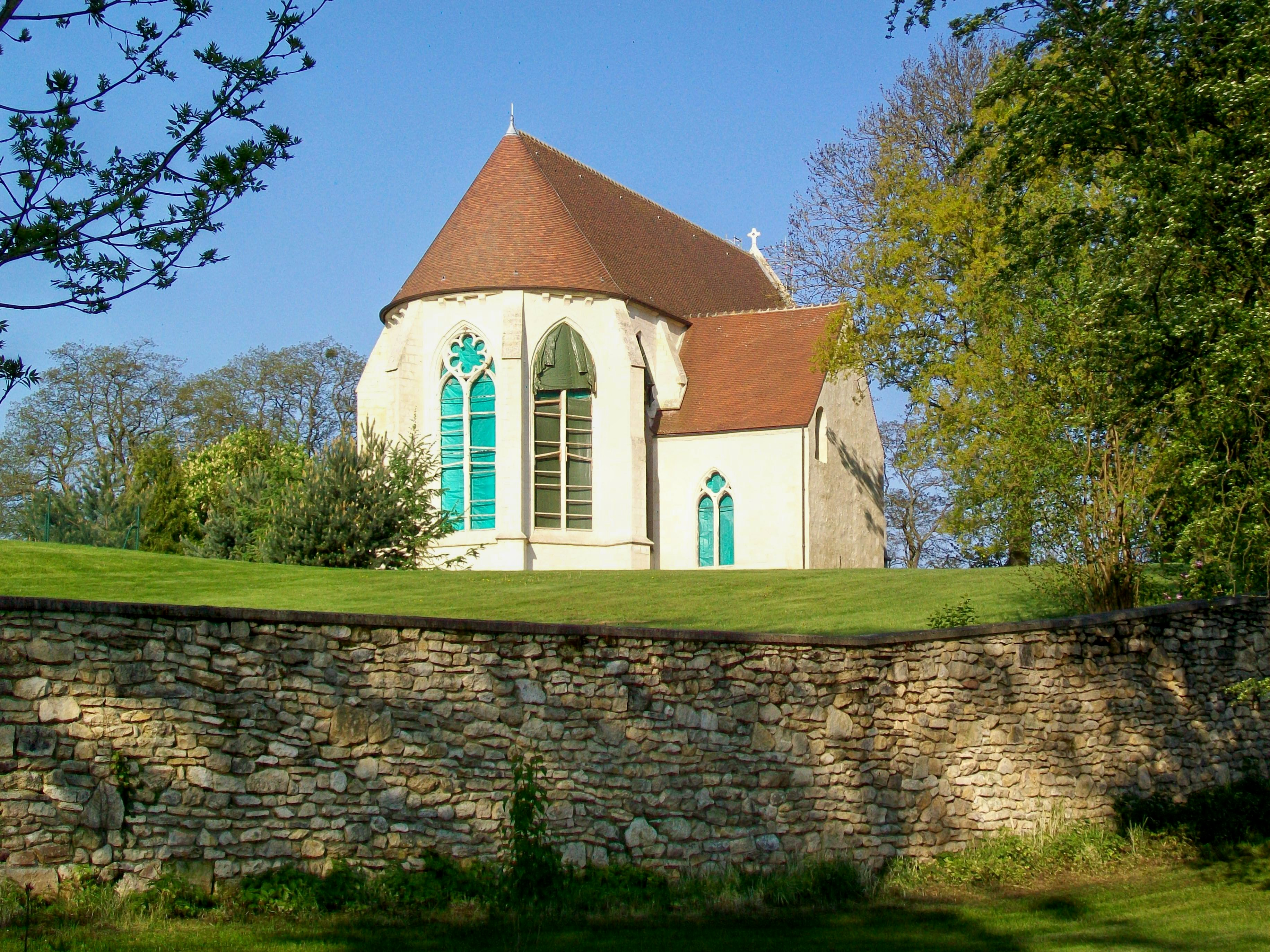
La chapelle en 2011 encore sans vitres, vue depuis le nord-est.

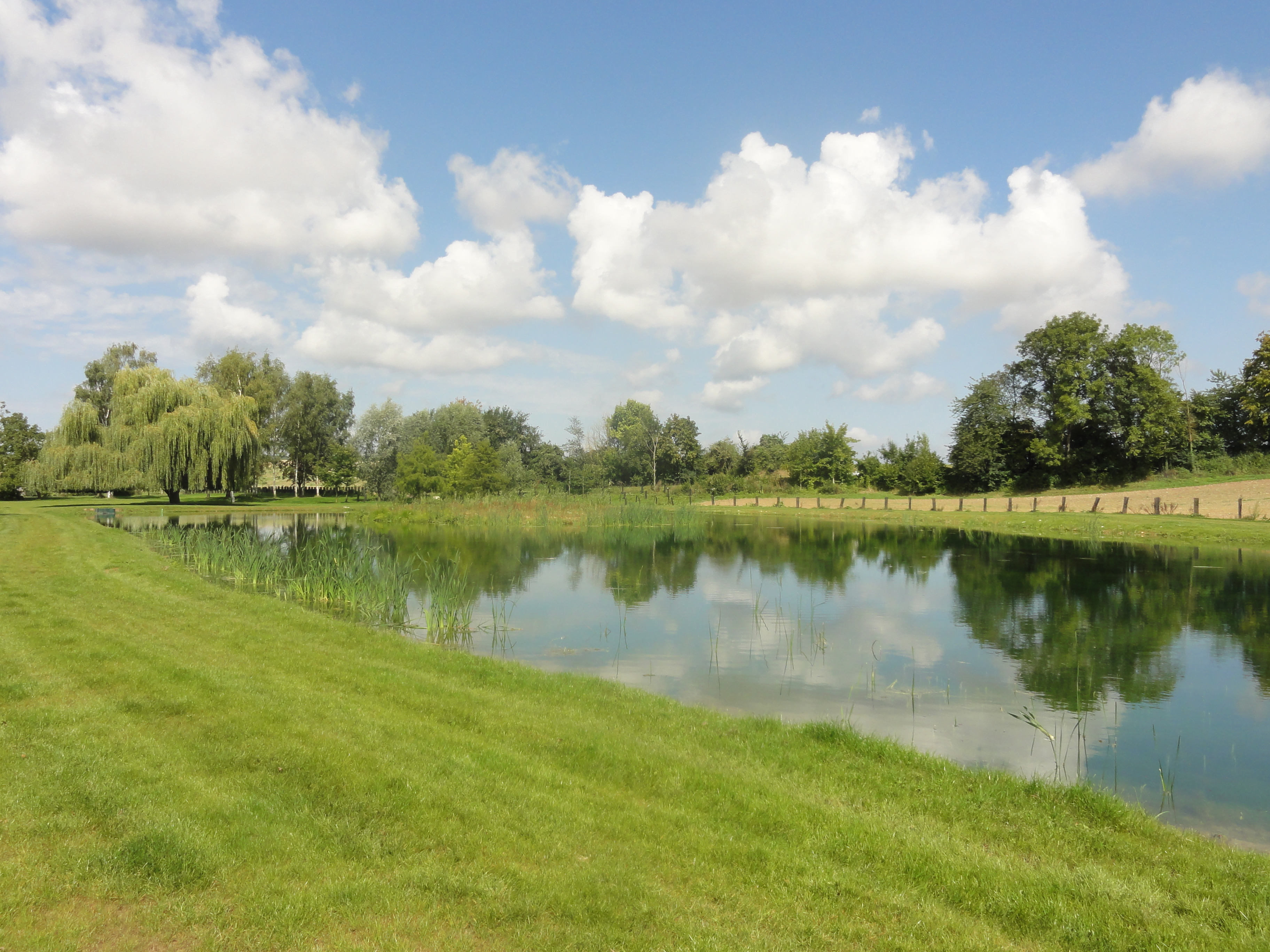
Étang du prieuré.

Plan de situation en 2013.

En 1791, le domaine est vendu comme bien national à Nicolas Philippe Louis Charles Desprez de la Rézière, homme de loi parisien. Sa famille conserve le domaine jusqu'en 1885. L'inventaire préalable à la vente en 1791 contient l'unique description ancienne qui soit connue. Les bâtiments conventuels restent en l'état dans un premier temps. Sinon, l'organisation spatiale est proche de l'état actuel. Comme principales différences, l'accès principal au domaine se situe au sud ; un parc occupe le secteur à l'ouest de la ferme ; et l'allée qui commence à la source de l'Aunette au sud de Rully (chemin rural de Bray à Rully) subsiste encore sur la section neutralisée par la création du parc. Ce n'est actuellement plus qu'un alignement d'arbres. Outre cette allée, il y a un chemin plus court qui traverse le champ en ligne directe, et rejoint l'allée près de l'actuelle station d'épuration. Ce chemin a disparu du cadastre. Le prieur l'utilisait pour aller lire la messe en l'église Saint-Georges. Au sein de l'enclos, l'on trouve une subdivision entre une petite « cour verte », près du portail principal sud ; la grande cour de ferme avec le pigeonnier en son centre ; et l'enclos claustral au nord de la chapelle. Les murs de clôture entre ces trois enclos sont encore debout, seules les grilles en fer forgé ont disparu. La maison qui délimite la cour verte au sud, dite « maison de la chapelle », est antérieure à la Révolution et est décrite comme suit en 1791, en commençant près du portail principal : « un bûcher, une remise, une maison du jardinier, chambre à côté, écurie, étables à vaches, grenier au-dessus, en retour [d'équerre], une grange et une écurie (le tout couvert de tuiles) ». La grande cour de ferme est encore fermée dans son angle sud-ouest, où deux bâtiments ont été démolis depuis le XIXe siècle. La remise avec son étage à pans de bois et le bâtiment d'exploitation au nord de la cour n'existent pas encore. En leur place, on trouve un autre bâtiment un peu plus au sud, qui laisse libre une terrasse entre celui-ci et le mur de clôture au nord. Cette terrasse est accessible depuis l'actuel logis principal, dit « maison du jardinier ». En ce qui concerne les bâtiments claustraux, ils comportent deux ailes. L'une fait suite à la chapelle latérale nord de la chapelle priorale, et est donc perpendiculaire à la chapelle ; la seconde suit en retour d'équerre vers l'ouest, et est donc parallèle à la chapelle au nord. La première aile comprend : « en bas un grand salon avec grenier au-dessus, ensuite un vestibule, ayant entrée sur le jardin par une grille en fer à deux battants et une sur la cour du prieuré, à côté resserre ». La seconde aile abrite le logis du prieur, « composé d'un corridor, au bout duquel la cuisine avec une petite laiterie et une resserre, puis salle à manger, petite chambre, escalier, salle de compagnie, chambre à coucher. Caves sous ce bâtiment. Au premier étage, cinq chambres à feu et deux garde-robes avec grenier au-dessus et fruitier ».

### Histoire du site depuis leXIXesiècle
Comme déjà évoqué, le domaine du prieuré reste dans la famille Desprez de la Rézière jusqu'en 1885. Les documents manquent sur cette époque. S'agissant d'une famille bourgeoise parisienne, il est probable qu'elle ne réside pas sur place, et confie l'exploitation agricole à des fermiers. Sur le premier cadastre de 1827, les bâtiments conventuels restent encore en place. Sur un plan dressé en 1836, l'aile en retour d'équerre a disparu. Vers 1864/66, l'abbé Caudel visite le prieuré et note « une chapelle aux formes à la fois grâcieuses, simples et solides, dominant la plaine environnante, et rappelant, par sa proportion et son élégance, la Sainte-Chapelle de Paris, le plus charmant type de l'art gothique du XIIIe siècle ; de vastes cours désertes et remplies d'herbes, ou croissent encore un beau mûrier et deux noisetiers du temps des moines ; une fenêtre à ogives trifoliée, isolée et en ruine, et qui devait ouvrir, selon toute probabilité, sur une salle capitulaire, maintenant complètement détruite ; quelques pierres amoncelées sur une étendue de cent mètres environ, et longeant, en parallèle, le côté sud de la chapelle ; des caves aux voûtes ogivales, solidement construites en moyen appareil et parfaitement conservées ; une ferme attenante ». L'abbé revient également sur l'état de la chapelle : « Telle est la charmante chapelle de Bray, complètement conservée, mais aussi complètement abandonnée, puisqu'elle n'est plus, à l'heure que nous parlons, qu'une grange de ferme. Elle ne porte aucune trace de destruction ni même de mutilation ; le délabrement dans lequel nous la voyons est l'œuvre du temps plutôt que l'œuvre du temps ». L'aile du prieuré faisant suite à la chapelle latérale nord a donc disparu entre-temps. Selon toute évidence, la ferme n'est plus exploitée. D'après Gaudic et al., elle est louée à des fermiers en intégralité à partir de 1865. En 1885, le domaine est vendu à la famille Roche, qui le conserve jusqu'en 1943. Pendant cette période, les bâtiments qui ferment la grande cour à son angle sud-ouest sont démolis, ainsi que le bâtiment qui ferme la cour au nord. En 1900, ce dernier est remplacé par un étable neuf, et une remise charretière avec grenier en colombages à l'étage,. C'est également sous la famille Roche que la chapelle est pourvue d'une charpente surbaissée provisoire, vers 1900 également, et que la cave et les vestiges au nord de la chapelle sont inscrits aux monuments historiques par arrêté du 8 avril 1926. Il n'est pas clair ce qui est entendu par vestiges : est-ce que ce sont les restes du cloître et d'une tour en échauguette, qu'Eugène Müller a vu à la fin du XIXe siècle, mais qu'aucun autre auteur ne mentionne ? Aujourd'hui, le seul vestige visible est un vieux puits. — La chapelle et le colombier sont à leur tour classés par arrêté du 7 décembre 1943,.
Quelque temps avant que le classement ne devienne effectif, le domaine change de propriétaire pour la deuxième fois après 1791, et passe à Christiane et Charles de La Bédoyère. Ils font poser des tirants d'acier entre les murs gouttereaux de la chapelle, afin que celle-ci ne s'effondre pas sous la poussée des voûtes. Ils font également restaurer le corps de ferme au cours des années 1970. En 1981, la famille Delacharlery devient propriétaire de l'ancien prieuré. La chapelle est en piteux état : presque toutes les fenêtres sont murées, et le mur sud est toujours éventré pour faire passer des charrettes de foin. Des détritus jonchent le sol, et quelques cageots en bois sont stockés dans la chapelle. La famille Delacharlery entreprend des travaux considérables sur tout le site, et en 1992, ils commandent une étude préalable à l'architecte Yves Boiret. Le plus urgent est de mettre la chapelle soit mise hors d'eau[pas clair]. En 1996, ses couvertures et charpentes sont restaurées sur la direction de l'architecte Vincent Brunelle. Ces travaux s'achèvent seulement après la cession du domaine à Patrick et Sylvie Warin Thibault, en 1996. Ils ne donnent qu'un bref interlude, et revendent l'ancien prieuré à la famille Sirot Saunier en 1998. Ces nouveaux propriétaires commencent par d'importants travaux de restauration sur les bâtiments des deux basses-cours, qui sont en partie réhabilités en maisons d'habitation. Après l'achèvement de la remise en état des accès et des abords, la résolution est prise de redonner vie à la chapelle, et de mettre en place un projet global de renaissance du site. Un groupe de travail se constitue en 2003, et l'association des amis du prieuré de Bray est fondée en 2004. Le projet de restauration élaboré par les architectes Thomas Gaudic, Perrine Leclerc et Guillaume Moine est validé par la DRAC Picardie en 2005. Les travaux de restauration commencent aussitôt. Ils progressent assez rapidement, et sept ans plus tard, l'extérieur et l'intérieur de la chapelle sont entièrement restaurés. Des tribunes avec des bancs sont mises en place, ainsi qu'un mobilier liturgique simple. La chapelle accueille aujourd'hui des ateliers, concerts, conférences, expositions et pièces de théâtre,,. À l'extérieur de l'enclos, au nord, l'étang du prieuré, depuis longtemps asseché et envahi par la végétation, est réhabilité en 2012 / 2013, et l'environnement paysager a retrouvé en grande partie son aspect qu'il devait avoir au XVIIIe siècle. « Les hommes ont passé, l'art est resté, que pouvons-nous demander de plus au temps qui marche en détruisant que de respecter cette grande chose, la beauté de l'art proclamant la grandeur de Dieu ? » (abbé Caudel).

## Description de la chapelle

### Aperçu général

Plan de la chapelle.

La chapelle est orientée un peu irrégulièrement, avec une dérivation de l'axe vers le sud-est du côté du chevet. Cette orientation est commune à l'ensemble de l'enclos du prieuré, et il ne peut être le fruit du hasard que l'élévation sud et la façade occidentale sont parallèles au mur d'enceinte sud et à la grange qui barre l'enclos à l'ouest. Le plan de la chapelle est assez simple. Elle se compose d'un vaisseau central de cinq travées se terminant par un chevet à pans coupés, et d'une chapelle latérale plus basse au nord de la quatrième travée. Cette travée est plus profonde que les trois précédentes, sans doute pour donner assez d'ampleur à la chapelle latérale et pour suggérer une croisée du transept. La cinquième et dernière travée comporte une partie droite et un chevet à trois pans. La chapelle ne présente qu'un unique niveau d'élévation. Toutes les travées sont voûtées sur croisées d'ogives. L'entrée se fait par le portail occidental, par une petite porte à l'ouest de la chapelle latérale, ou par une deuxième petite porte au nord de cette même chapelle. — Au XIXe siècle, l'abbé Caudel a déjà fait le rapprochement avec la Sainte-Chapelle de Paris. Se basant sur le plan, cette comparaison s'impose effectivement, et Maryse Bideault et Claudine Lautier citent également la chapelle Saint-Louis du château de Saint-Germain-en-Laye (qui compte une travée en moins) ; et les chapelles de la Vierge de l'abbaye de Chaalis, de l'abbaye Saint-Germer-de-Fly, et de l'abbaye de Saint-Germain-des-Prés (démolie). Avec la modestie de son décor, la chapelle Saint-Victor ne peut pas rivaliser avec ces édifices somptueux, mais elle se distingue comme l'œuvre d'un architecte de talent. Jacques Téaldi rejette par ailleurs toute hypothèse d'une inspiration par les saintes-chapelles, et il parle d'un plan constamment rééditée pour des églises de petites dimensions, sans fournir toutefois le moindre exemple pour la région (l'on pourrait citer l'église de Montagny-en-Vexin et la collégiale Saint-Frambourg de Senlis). — Par ses dimensions, la chapelle Saint-Victor s'apparente à une petite église de village. Elle paraît grande par rapport au nombre de six moines qui devaient s'y réunir pour la prière et la célébration eucharistique. La longueur intérieure du vaisseau central est de 25,60 m, et sa largeur intérieure est de 7,75 m. Les fenêtres ont une hauteur de 7,20 m (sauf celle au-dessus du portail, qui est plus courte), et mesurent 2,50 m de large. La hauteur sous les clés de voûte atteint 11,70 m, et la hauteur du toit au niveau du faîtage est de 19,00 m. Les murs ont une épaisseur de 0,80 m au niveau du soubassement des fenêtres. La chapelle latérale mesure 6,50 m sur 4,86 m à l'intérieur. En tenant compte de cette chapelle, la superficie utile dépasse les 220 m2.

### Extérieur

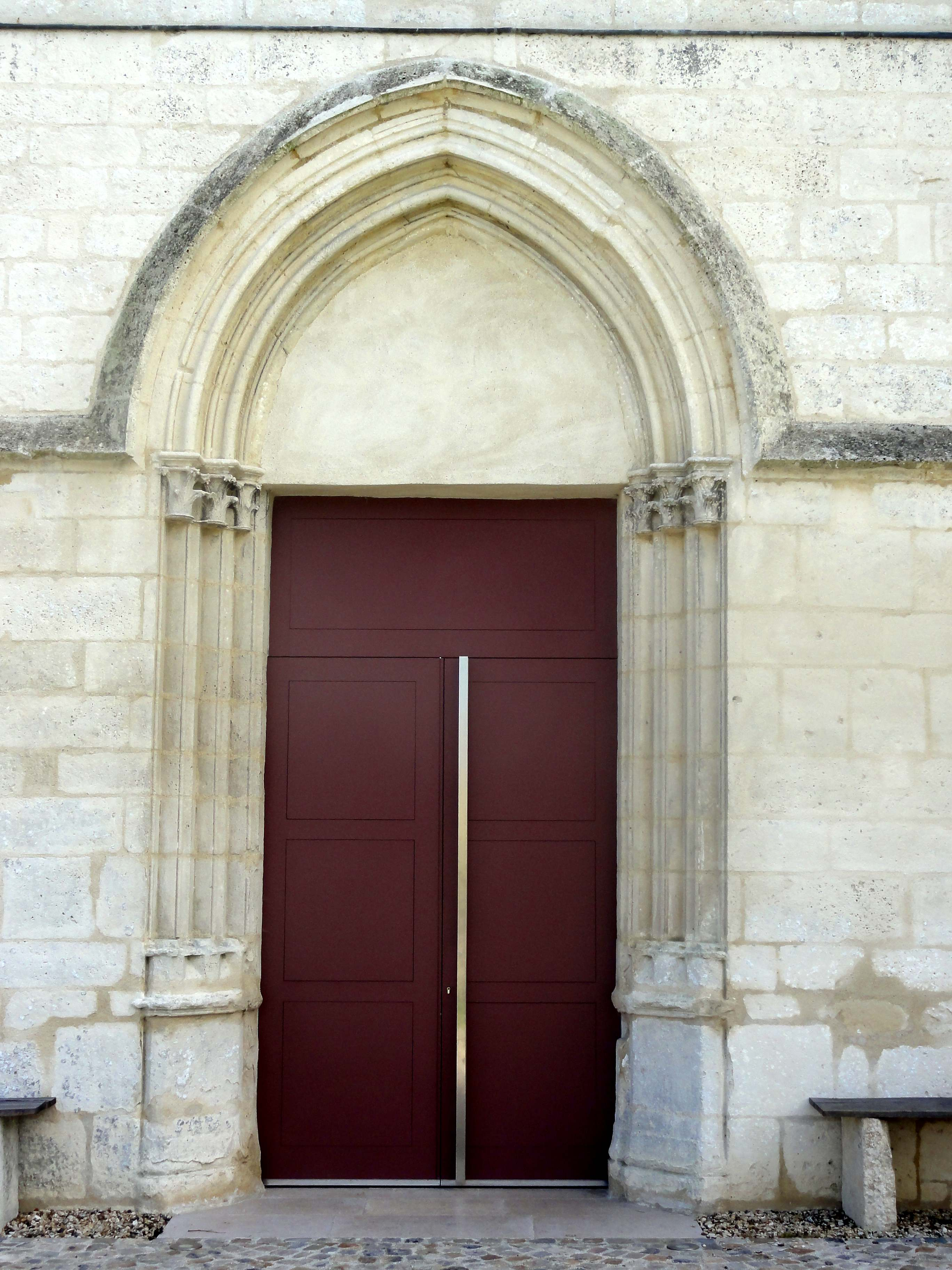
Portail occidental.

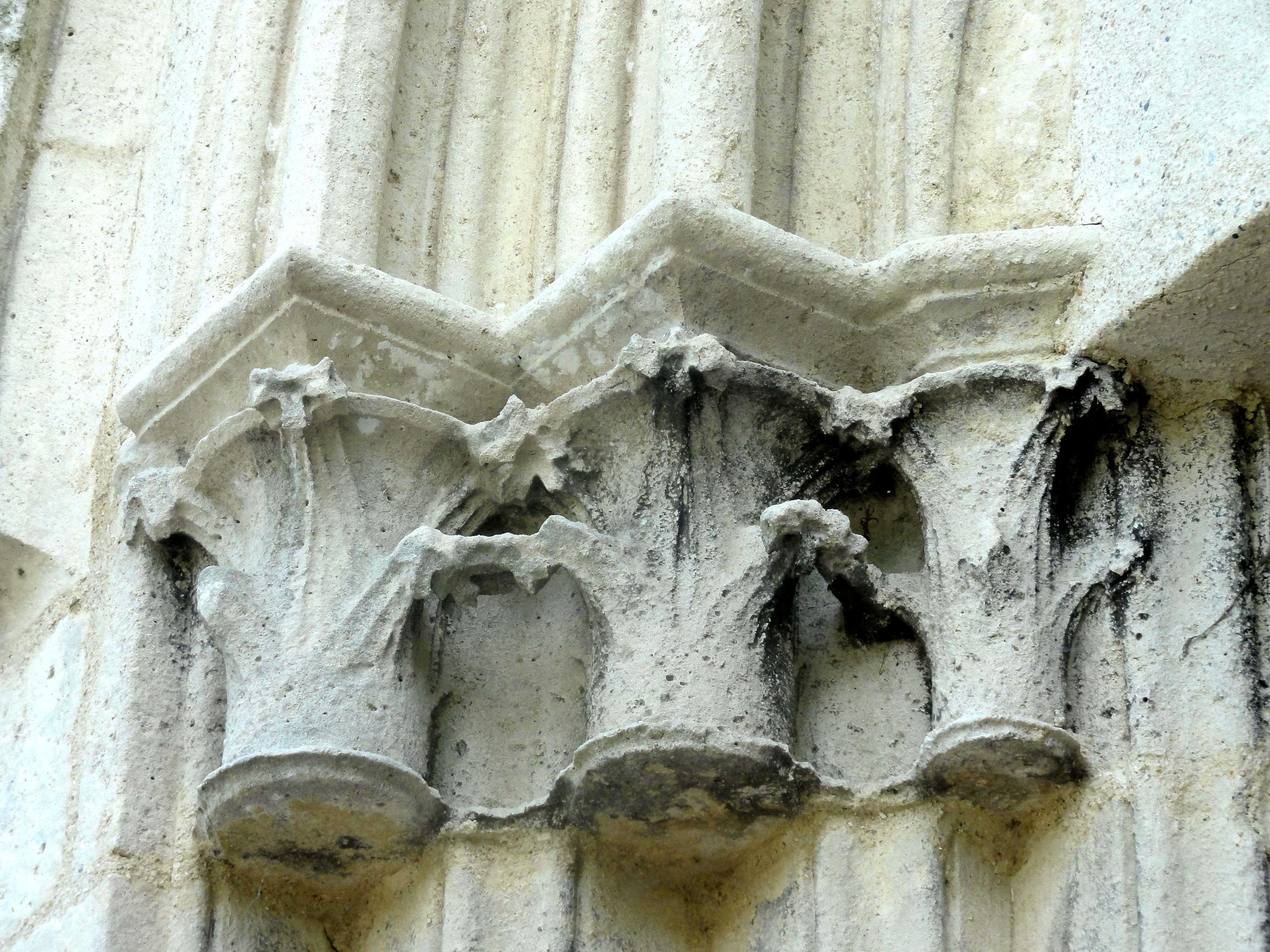
Chapiteaux à gauche.

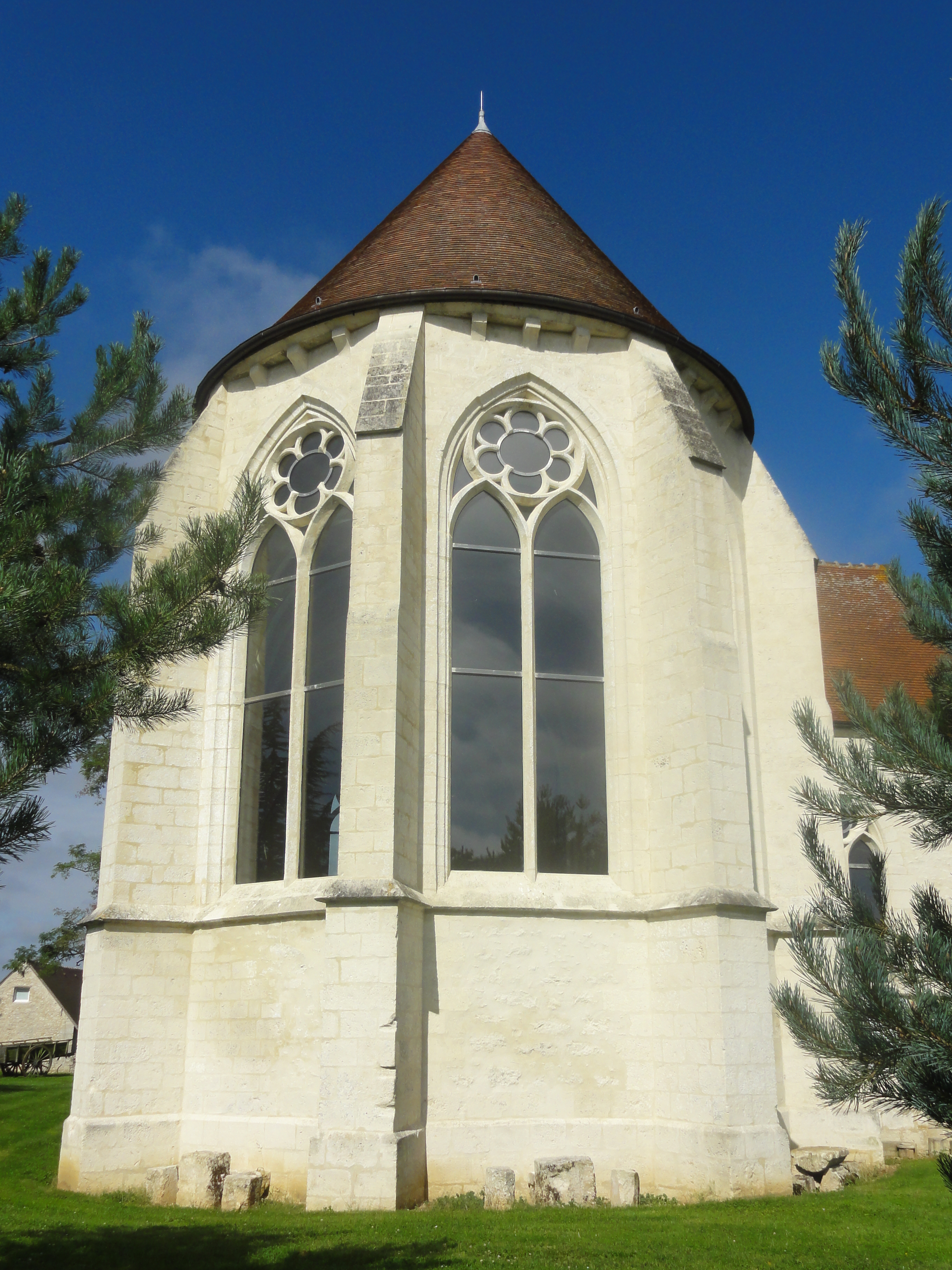
Chevet.

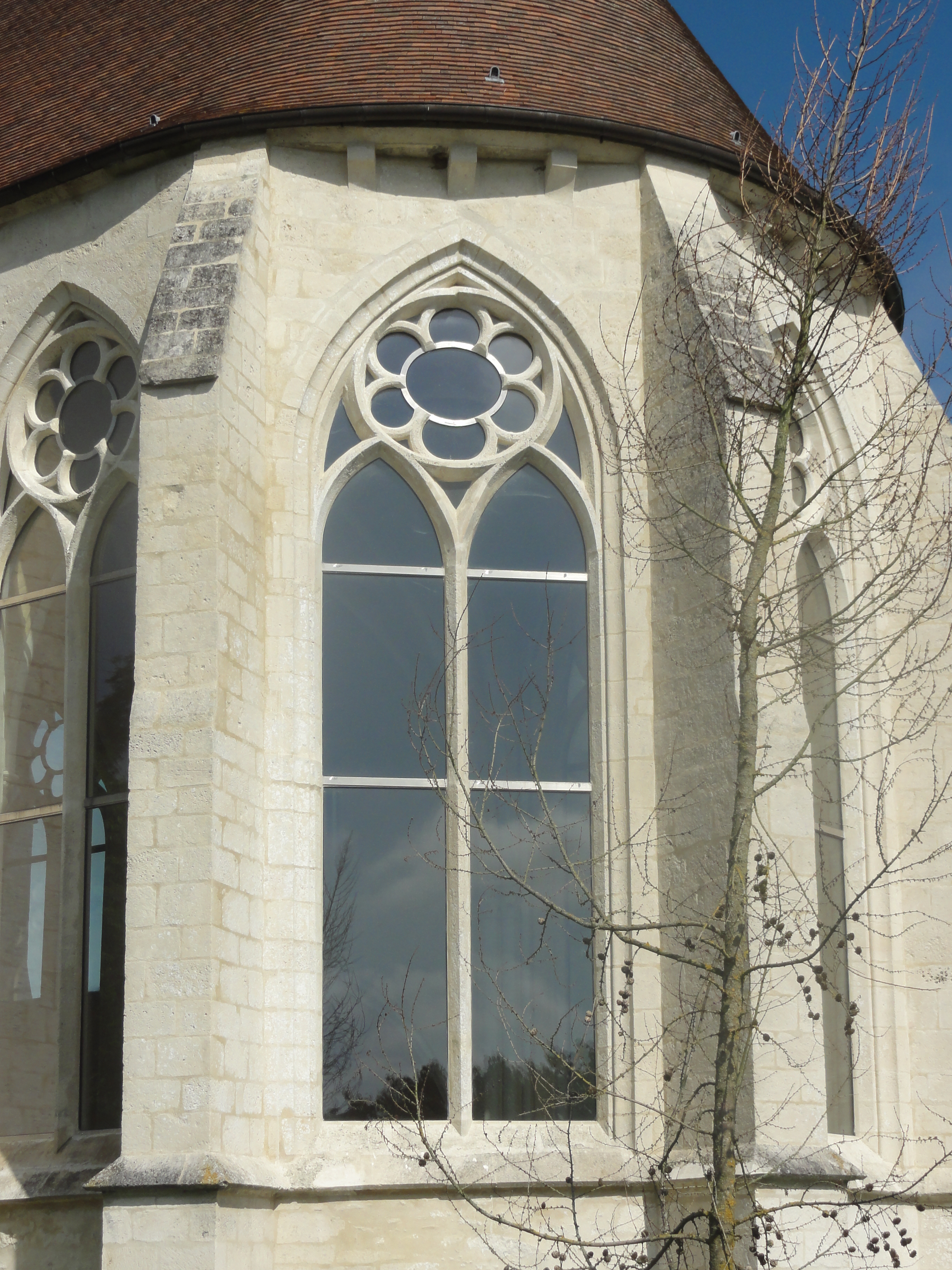
Fenêtre de l'abside.

L'on ignore qui était le maître d'œuvre, et par qui il fut choisi, mais on peut retenir avec Jacques Téaldi que ce fut « un homme qualifié, totalement en possession de la science stéréotomique, science qui n'admettait aucune malfaçon, sous peine de désordres ou d'écroulements. La gracilité des meneaux des fenêtres, l'envol des croisées d'ogives et la mise au point parfaite de tous les éléments structuraux, montrent qu'il était issu des grands chantiers de la région. C'est un honneur pour le Valois et l'Île-de-France que l'on a souvent tendance à minimiser ». Cet architecte doit composer avec un budget restreint. Il supprime tous les éléments qui ne sont pas indispensables à l'élégance de l'architecture, mais qui font partie du répertoire ornemental habituel de la période rayonnante : les fenêtres ne sont pas pourvues de colonnettes, leurs archivoltes ne sont pas décorées de fleurettes ou boutons, les contreforts sont simplifiés, et la corniche n'est pas décorée de motifs végétaux. Contrairement à l'apparence, les murs ne sont pas réalisés en pierre de taille, mais en blocage de moellons irréguliers avec arase de briques. Cet appareil médiocre est dissimulé par un parement soigneusement appareillé, sauf sur les soubassements des fenêtres latérales, où l'on s'est contenté d'un simple crépi. Il a la même teinte très claire que la pierre, et ce compromis ne saute donc pas aux yeux. Le parement fait également défaut sur la chapelle latérale, contre laquelle s'adossait le bâtiment conventuel démoli après 1836. Les meneaux des fenêtres adoptent une mouluration chanfreinée rudimentaire, sans bases ni chapiteaux,.
Le portail occidental est haut et assez étroit. Son tympan est aujourd'hui un bloc de béton, qui tient en même temps lieu de linteau. Les vantaux sont modernes, et ne tentent pas d'imiter le style du XIIIe siècle. À la fin du XXe siècle, le portail était encore flanqué de deux groupes de trois colonnettes en délit, qui prenaient place dans des ressauts successifs du mur. Les arêtes des ressauts ne sont pas vives, mais moulurées de deux baguettes reliées par une gorge. Les colonnettes ont des bases et un socle commun, qui est taillé dans un bloc de pierre unique. Comme particularité, le diamètre des deux colonnettes flanquant directement le portail est réduit. Chaque colonnette porte un chapiteau à la corbeille ronde, sculptée de deux rangs de crochets végétaux maigres mais bien fouillés. Le même motif se répète sur chacun des chapiteaux. Les tailloirs des colonnettes extérieures sont carrés, alors que ceux des deux colonnettes intérieures sont taillés en biseau. Les tailloirs carrés reçoivent une double archivolte à la mouluration complexe, qui comporte pour l'essentiel un tore bien dégagé entre deux baguettes. Le tore de l'archivolte supérieure affecte une forme en profil d'amande. Les tailloirs biseautés reçoivent une archivolte simplifiée, qui de la mouluration des précédentes, ne conserve que la baguette extérieure. Un larmier court au niveau des impostes ; il s'infléchit au-dessus du portail et se poursuit le long de toute l'élévation méridionale, puis fait le tour de l'abside. Les fenêtres prennent appui sur ce larmier. Un second larmier court plus haut, au-dessus du portail. Ce larmier se poursuit le long de toute l'élévation septentrionale, et marque ici la limite inférieure des fenêtres. Sur la façade, une fenêtre de même largeur que le portail prend appui sur le larmier supérieur. Le  réseau de la fenêtre n'était plus visible depuis l'extérieur jusqu'à la restauration récente. Son remplage se compose de deux lancettes, qui sont surmontées d'un oculus hexalobe, tous les écoinçons étant ajourés. Ce dessin paraît dès la troisième décennie du XIIIe siècle dans une des chapelles latérales au nord de la nef de la cathédrale Notre-Dame de Paris, puis dans les bas-côtés de la basilique Saint-Denis, dans les parties orientales de l'église de Villers-Saint-Paul, et plus tard à Trumilly. Quant au pignon, il est percé d'un quadrilobe à pointes pour l'aération des combles, et beaucoup plus haut que le toit,.
Chaque angle de la façade est épaulé par deux contreforts orthogonaux, qui sont assez minces, et que tous les auteurs s'accordent pour qualifier de relativement peu saillants. Ils ont toutefois suffi pour contrebuter les voûtes ; pour Jacques Téaldi, ce n'est que sous l'impact du « bang supersonique » des avions que la structure se serait fragilisée. Chacun des contreforts est scandé par l'un des deux larmiers déjà signalés, et se retraite une fois par un court glacis. Ainsi, les contreforts du nord diffèrent des autres. Tous les contreforts s'amortissent par un long glacis très pentu. Il n'y a pas de corniche, sauf sur les trois pans du chevet. Elle se limite à trois corbeaux purement fonctionnels, qui supportent une tablette en segment de cercle. En effet, le toit de l'abside n'est pas à pans coupés, mais en hémicycle. Le maître d'œuvre a sans doute fait ce compromis pour faciliter la mise en œuvre de la charpente. La même disposition s'observe sur la chapelle de la commanderie de la Villedieu, à Élancourt, et au sommet des tribunes du croisillon sud de la cathédrale de Soissons. Comme autre particularité résultant des contraintes économiques, Jacques Téaldi signale l'absence d'accès aux combles,. — Les relevés effectués par Perrine Leclerc et Guillaume Moine en 2004 permettent de se rendre compte de l'envergure des travaux de restauration mis à bien entre 2005 et 2012. Au sud, le soubassement de la première fenêtre, le réseau de la première fenêtre sauf l'hexalobe, et le réseau de la troisième fenêtre sont éventrés. Toutes les fenêtres sont murées, sauf un quart de la quatrième fenêtre du sud, qui est fermé par des lattes, et sauf les lancettes de la fenêtre orientale de la chapelle latérale, qui sont bien entendu dépourvues de vitres. Sur les fenêtres latérales du sud, la moitié inférieure du meneau central est supprimée, ce qui indique que la superficie de ces fenêtres a dû être réduite bien avant l'abandon du prieuré. En dépit du bouchage des fenêtres, quelques fragments de vitraux du XIIIe siècle ont survécu dans le mur gouttereau nord. L'on note que les fenêtres occupent presque toute la largeur disponible autour de l'abside, alors que des portions de mur restent libres à gauche et à droite dans les travées droites. Toutes les fenêtres sont entourées d'une gorge entre deux fines baguettes, comme à Trumilly et Nogent-sur-Oise. Elles adoptent le dessin et la mouluration déjà signalés, sauf l'unique fenêtre de la chapelle latérale, où un quadrilobe se substitue à l'hexalobe, comme sur les fenêtres basses de l'abside de Saint-Amand-sur-Fion, et la fenêtre de façade de Saint-Mard (Aisne).

### Intérieur

#### Vaisseau central

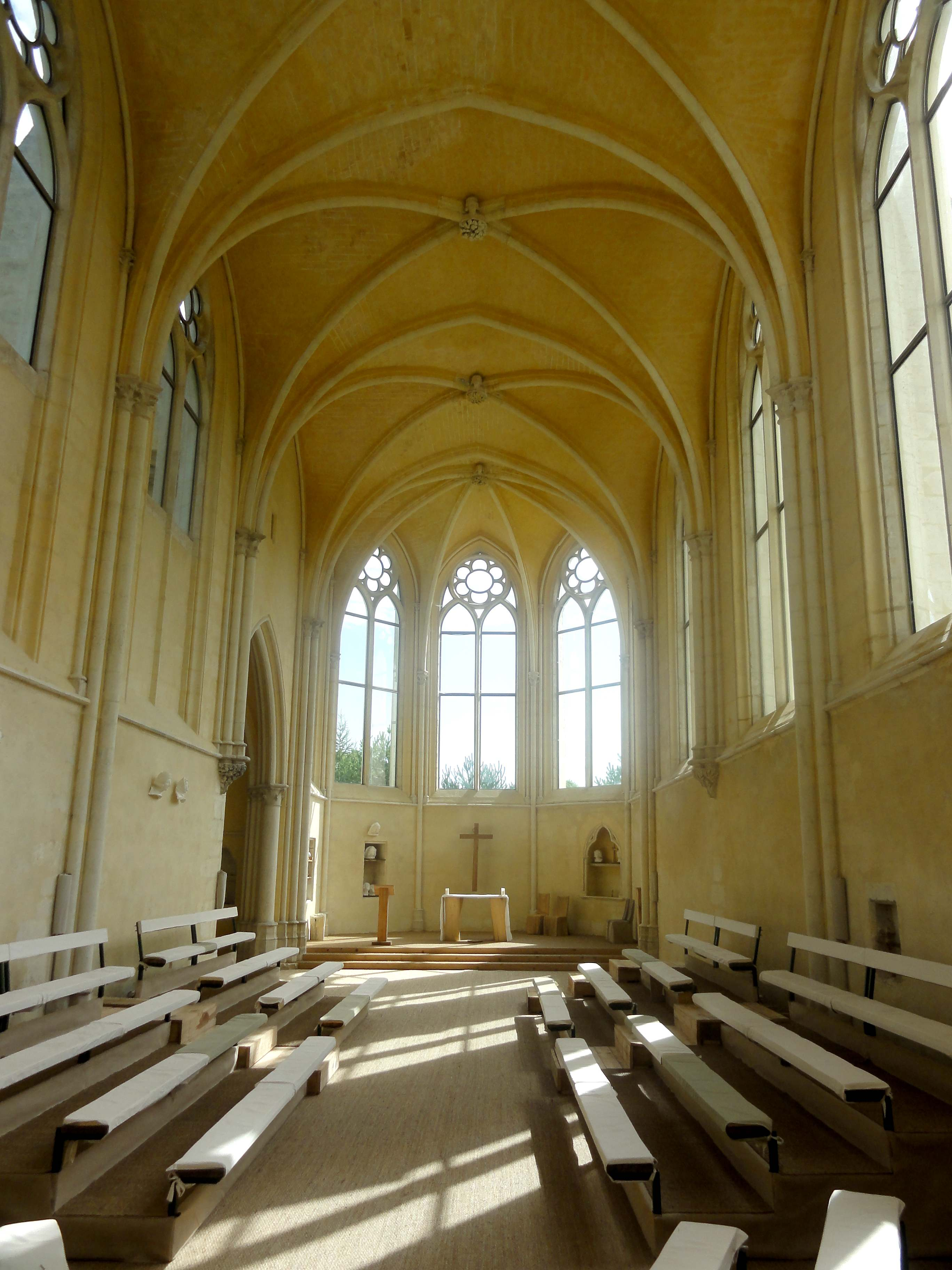
Vue intérieure générale.

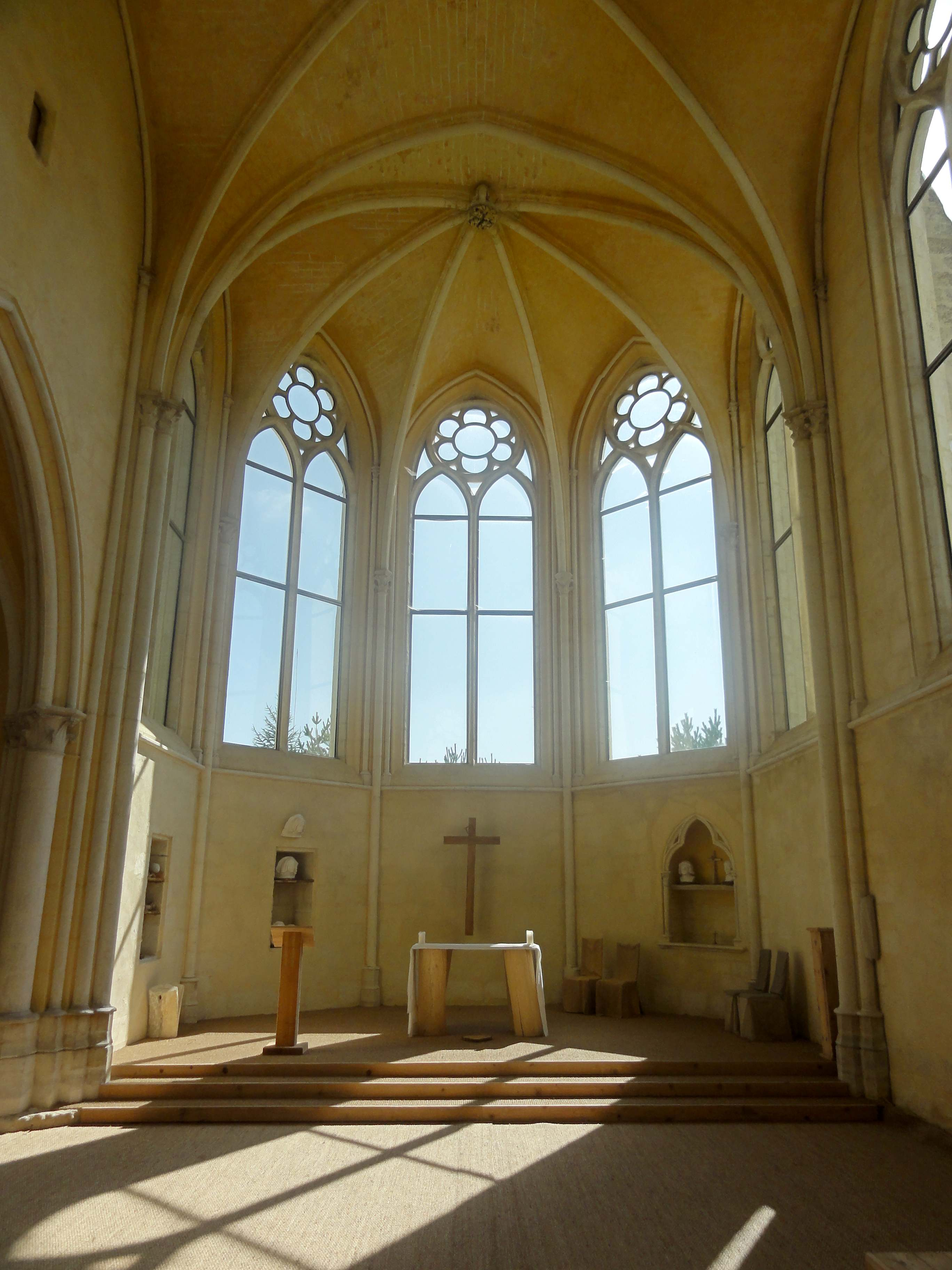
Vue dans l'abside.

Si à l'extérieur, le portail et le remplage des fenêtres indiquent bien la période de construction, l'esprit rayonnant de l'édifice ne se révèle pleinement qu'à l'intérieur. En entrant, on est frappé par la belle qualité de l'ensemble, qui se manifeste tout aussi bien dans l'harmonie des proportions que dans la finesse de la mouluration et du raffinement des quelques éléments sculptés. Les chapiteaux étant tous identiques ou à peu près, l'effort décoratif se concentre davantage sur les deux culs-de-lampe, qui supportent les faisceaux de colonnettes entre la troisième et la quatrième travée, et sur les clés de voûte. Elles sont rondes et ornées de feuillages d'une remarquable plasticité, et flanquées de deux têtes sculptées dans les travées droites, et d'une seule tête dans l'abside. C'est une disposition extrêmement courante, qui apparaît dès le XIIe siècle, et concerne aussi bien les édifices prestigieux telles que la cathédrale Notre-Dame de Paris, l'abbatiale de Saint-Leu-d'Esserent et les différentes saintes-chapelles, que des édifices plus modestes, telles que les églises de Rully et Trumilly. Les têtes sont tantôt masculines et tantôt féminines. Dans la première travée, l'on trouve une tête de roi couronné ; dans la troisième travée, une tête de moine sous sa capuche ; et dans la quatrième travée, un homme vert. Cette clé conserve des traces de sa polychromie d'origine. La tête est rehaussée de vert, et le disque à l'arrière-plan des feuillages est peint en bleu ciel. Les ogives étaient délimitées par des filets de la même couleur. Elles affichent un profil aigu, qui consiste d'un tore aminci en forme d'amande placé sur un bandeau, dont les flancs sont agrémentés d'une gorge. Les arcs-doubleaux adoptent exactement le même profil, et la même épaisseur, ce qui contribue largement à l'impression de légèreté que dégage l'intérieur. La minceur des fûts de colonnettes et l'importance de la surface vitrée vont dans le même sens. Les baies étant actuellement munies de verre blanc simple, la chapelle est inondée de lumière,.
Entre les travées, les ogives et doubleaux retombent sur les tailloirs à bec de groupes de trois chapiteaux. Bien que ces nervures soient de diamètre identique, les tailloirs et chapiteaux des doubleaux sont plus grands que ceux des ogives, et placés en avant. Les fûts de colonnette des doubleaux sont également de diamètre plus important. Tous les fûts sont appareillés. Leurs bases se composent d'une scotie entre deux tores. Les arcs formerets répondent à une organisation hiérarchique propre. Ils sont très fins, et ont leurs chapiteaux placés plus haut, à peu près au niveau des impostes des lancettes des fenêtres. Depuis les chapiteaux, ils descendent seulement jusqu'au bandeau qui délimite le soubassement des fenêtres. Les supports forment donc des faisceaux de trois colonnettes de trois diamètres différents, mais seulement sur une partie de l'élévation. Comme souvent dans les absides, les fenêtres s'inscrivent directement dans les formerets, et assurent ici une mission à la fois fonctionnelle et décorative. L'organisation des supports dans l'abside ne diffère pas des autres travées, mais puisqu'il n'y a pas de doubleaux entre les pans du chevet, on trouve seulement des faisceaux de trois colonnettes. Comme déjà évoqué, c'est au niveau du troisième doubleau, avant la fausse croisée du transept, que les supports prennent une forme différente : les colonnettes butent sur des culs-de-lampe délicatement sculptés au niveau du bandeau qui marque la limite des allèges. En lieu et place des maigres crochets stéréotypés et assez stylisés, on trouve ici une abondante végétation naturaliste, avec des feuilles de chêne au nord et des feuilles d'armoise au sud. La facture de cette sculpture rappelle certains chapiteaux des arcatures plaquées de la chapelle haute de la Sainte-Chapelle de Paris. Une autre exception dans la disposition des supports a été faite dans les extrémités nord-ouest et sud-ouest de la nef. Le vaisseau étant relativement large par rapport à sa hauteur, il n'a pas été possible de disposer les chapiteaux du formeret au revers de la façade au même niveau que les autres. Ces chapiteaux jouxtent donc directement ceux des ogives. Enfin, en dehors du domaine des supports, une autre particularité s'observe du côté ouest. Le revers du tympan du portail s'inscrit dans un arc de décharge en plein cintre, au-dessus duquel le bandeau s'infléchit. Rien d'autre n'est à dire sur la décoration du vaisseau central. On peut seulement signaler la piscine liturgique d'une grande élégance, qui est ménagée dans l'épaisseur du mur du pan sud-est de l'abside. La niche en tiers-point est accostée de deux fines colonnettes, dont les tailloirs à bec des chapiteaux supportent une arcade trilobée, aux écoinçons ajourés. Si le maître d'œuvre aurait bénéficié d'une plus grande marge financière, il aurait certainement décoré les soubassements des fenêtres d'arcatures plaquées de cette forme,.

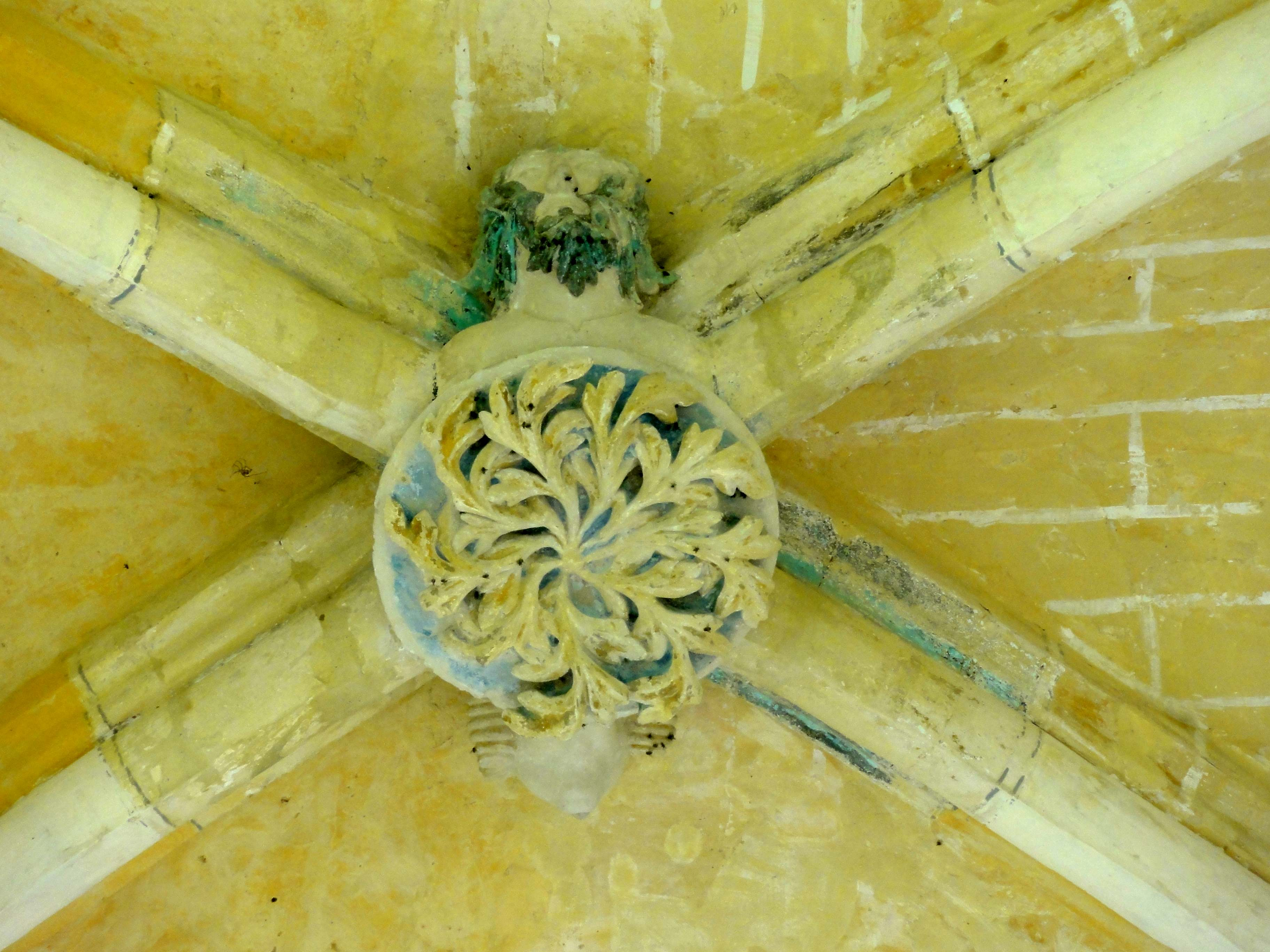
Clé de voûte, 4e travée.
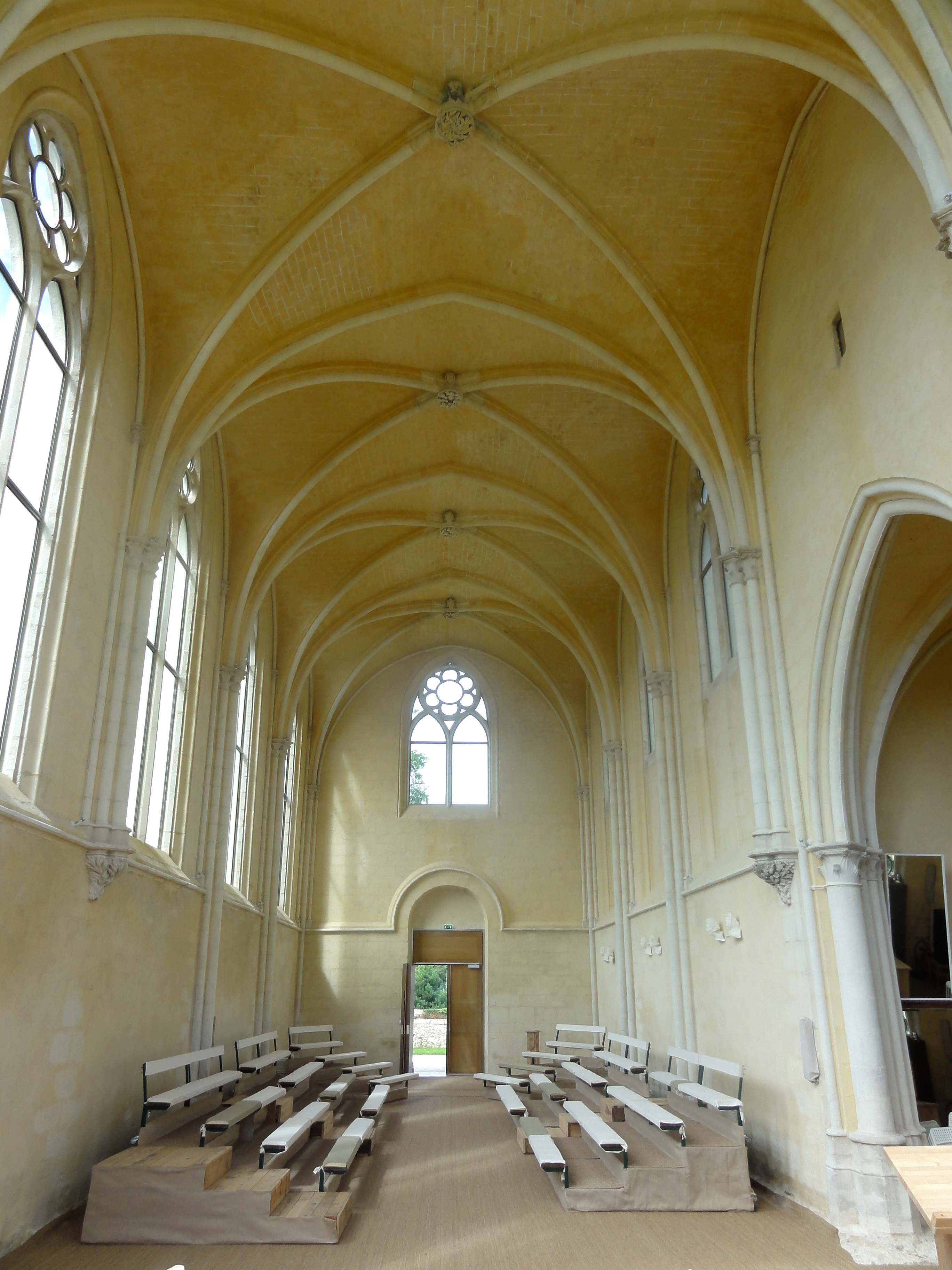
Vue vers l'ouest.
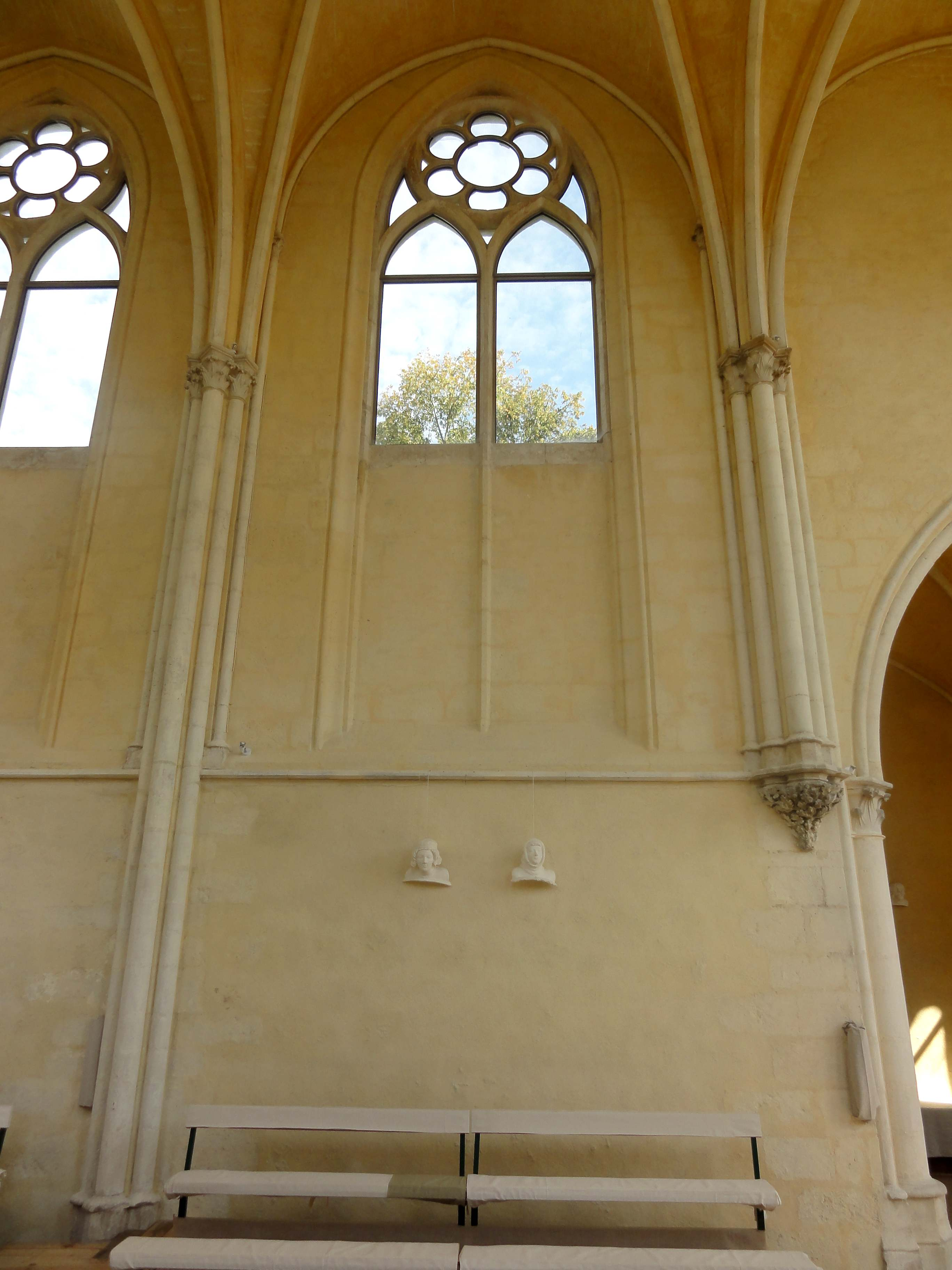
3e travée, élévation nord.
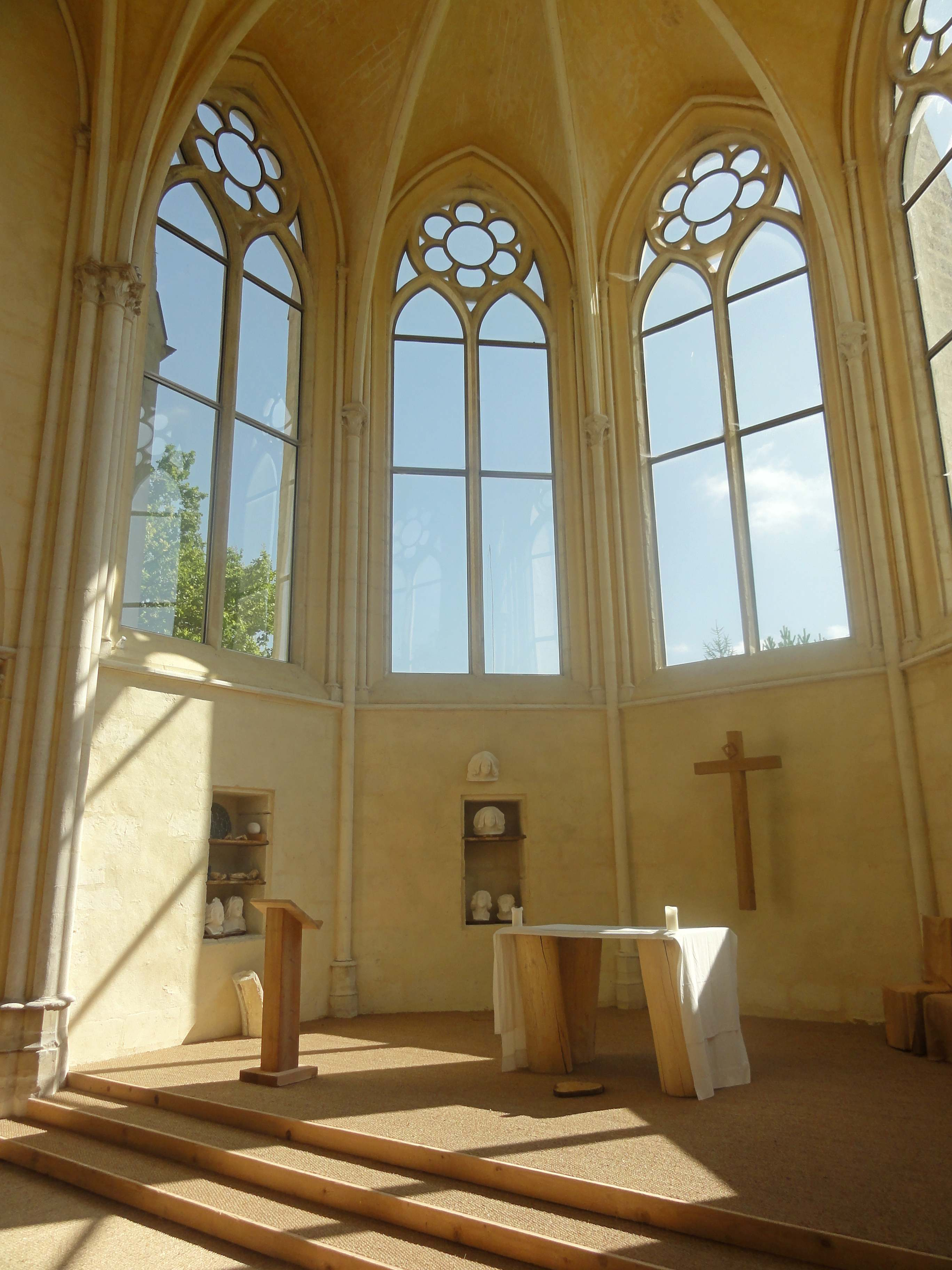
Abside, côté nord-est.
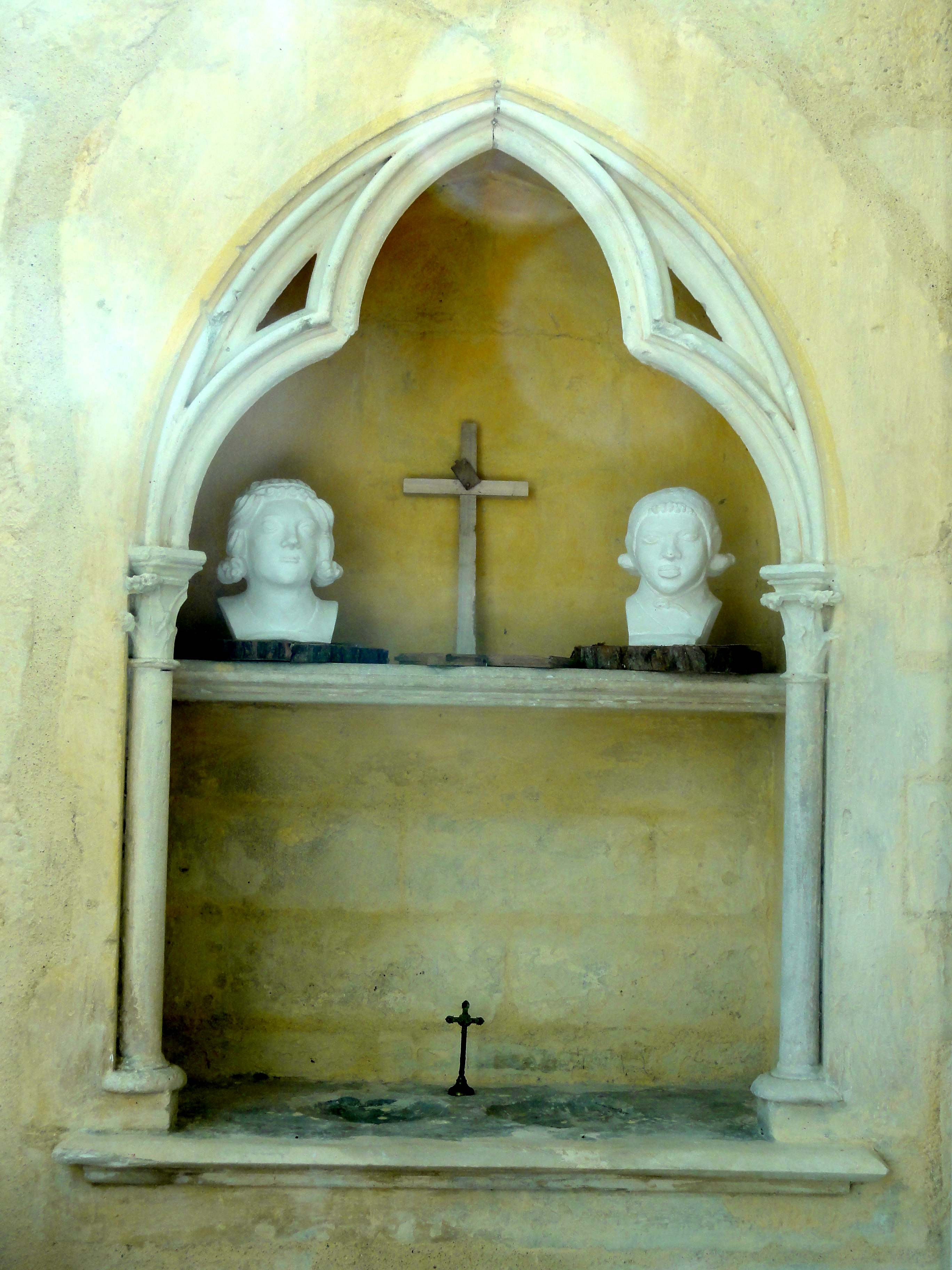
Piscine de l'abside.
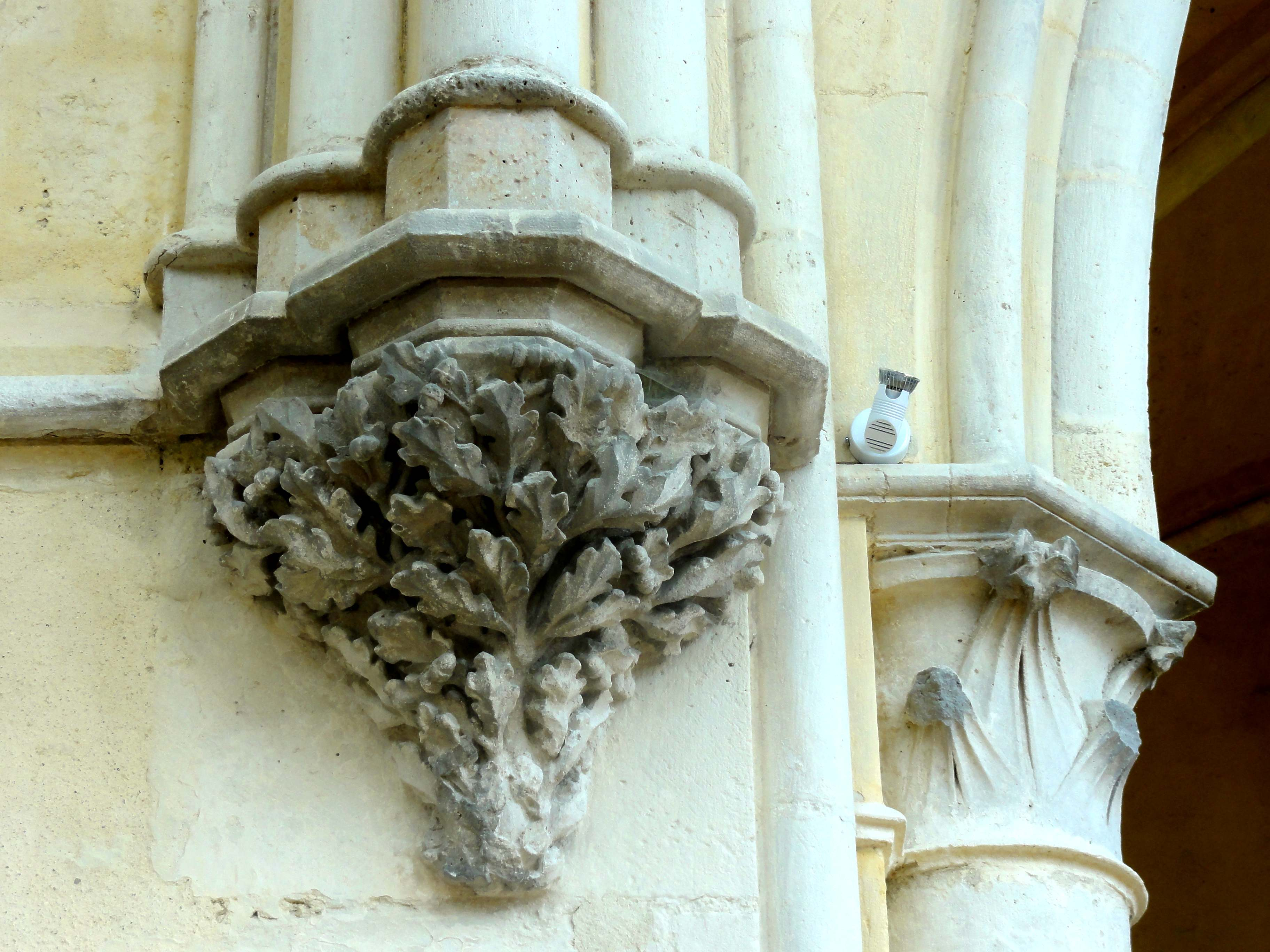
Cul-de-lampe au nord.

#### Chapelle latérale nord

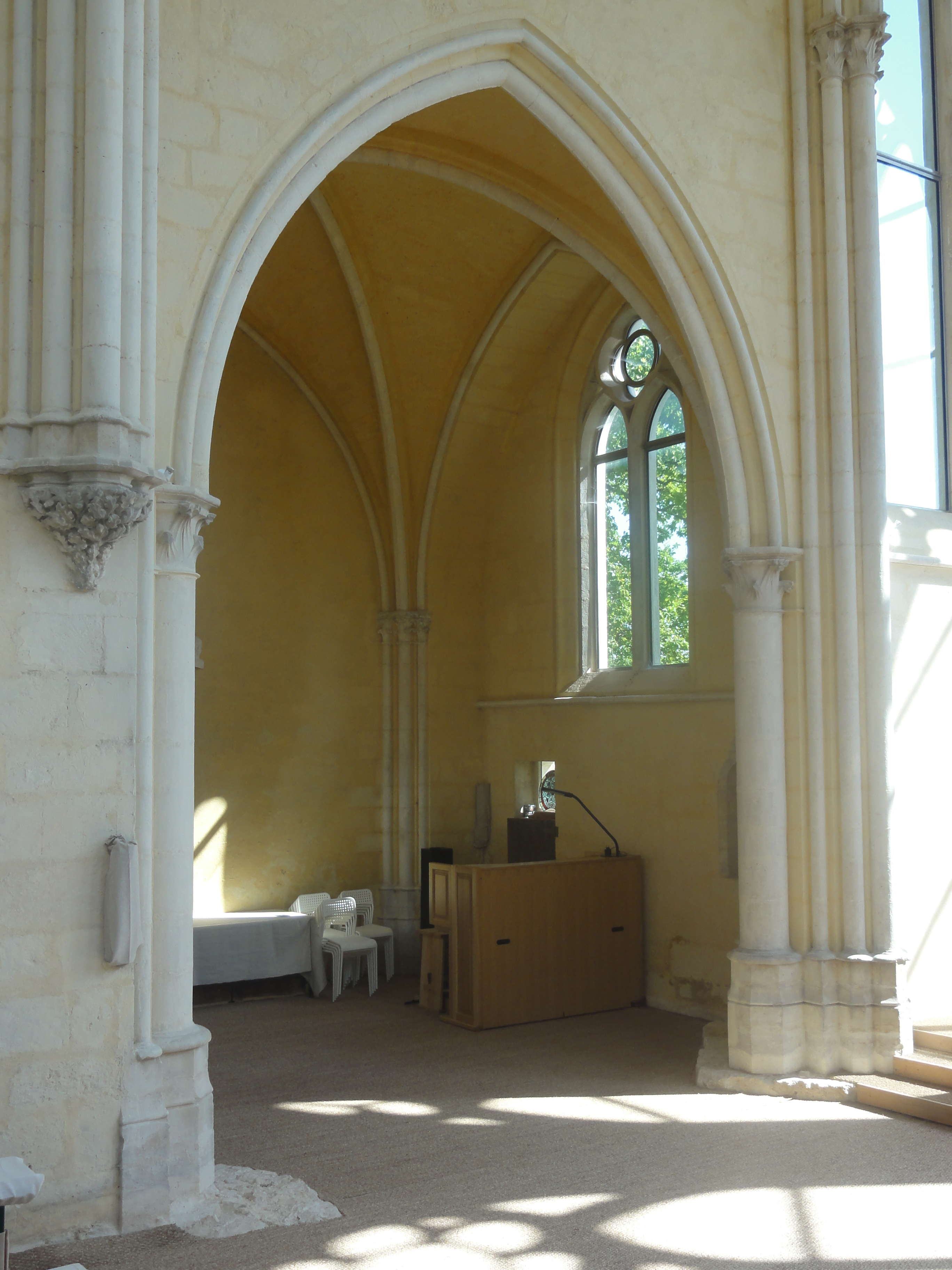
Vue dans la chapelle.

La chapelle latérale est moins élevée que le vaisseau central, et éclairée seulement par une unique fenêtre, du côté du chevet. Jacques Téaldi pense que la chapelle aurait été ajoutée après coup, mais n'explique pas pour quelle raison ; c'est difficilement concevable, car elle assurait la liaison entre les bâtiments conventuels et la grande chapelle, et Gaudic et al. souligne que l'arcade ouvrant dans la chapelle date d'origine. La vocation du faux croisillon était sans doute d'accueillir des messes privées de fondation, comme l'indique la piscine ménagée dans le mur du chevet, à droite. C'est une niche sous un arc trilobé, sans décoration. En ce qui concerne le plan, la chapelle présente une particularité. Les murs est et ouest sont placés en retrait par rapport aux formerets, ce qui donne des niches d'autel de faible profondeur, voûtées en berceau brisé (en fait, les voûtes sont seulement des arcades profondes). Cette disposition est fréquente pour les chevets des chapelles, notamment dans le Soisonnais, mais s'explique difficilement pour le mur occidental. Du côté du chevet, elle a ici l'inconvénient de repousser le mur oriental au-delà du début de la première fenêtre au nord de l'abside. Ainsi, le piédroit de gauche de la baie a dû être taillé en biseau, afin d'éviter que cette baie ne devienne plus étroite que les autres,,.
La modénature et la sculpture des chapiteaux sont analogues à la grande chapelle. La communication est établie par une grande arcade à double rouleau, qui retombe sur les minces tailloirs à bec de gros chapiteaux, qui reposent sur des colonnes engagées plus épaisses que celles des doubleaux de la nef. Il s'agit ici de racheter l'épaisseur du mur, et de supporter en même temps les parties hautes du mur au-dessus de l'arcade. Vers l'intérieur de la chapelle, un formeret s'ajoute à l'arcade à double rouleau, ce qui est plutôt inhabituel, mais la période rayonnante préfère la multiplication des nervures et supports à leur épaississement, et la disposition permet en même temps d'organiser les supports de la même façon des quatre côtés. On trouve donc un faisceau de colonnettes dans chaque angle, qui au sud s'adjoint aux colonnes de l'arcade, ce qui donne des groupes de quatre colonnes et colonnettes. Dans l'angle nord-ouest toutefois, la présence de la porte d'intercommunication avec le prieuré a obligé de faire retomber le formeret septentrional sur un cul-de-lampe. Il se distingue par la même flore naturaliste que ses homologues dans la nef centrale. Avec une seule fenêtre, la chapelle est un peu sombre. En plus, la fenêtre n'occupe qu'un tiers de la largeur du mur oriental. L'ancienne porte d'intercommunication est surmontée d'un tympan, où se profile une arcature trilobée en bas-relief. La porte occidentale s'ouvre sous un arc de décharge en anse de panier,,.

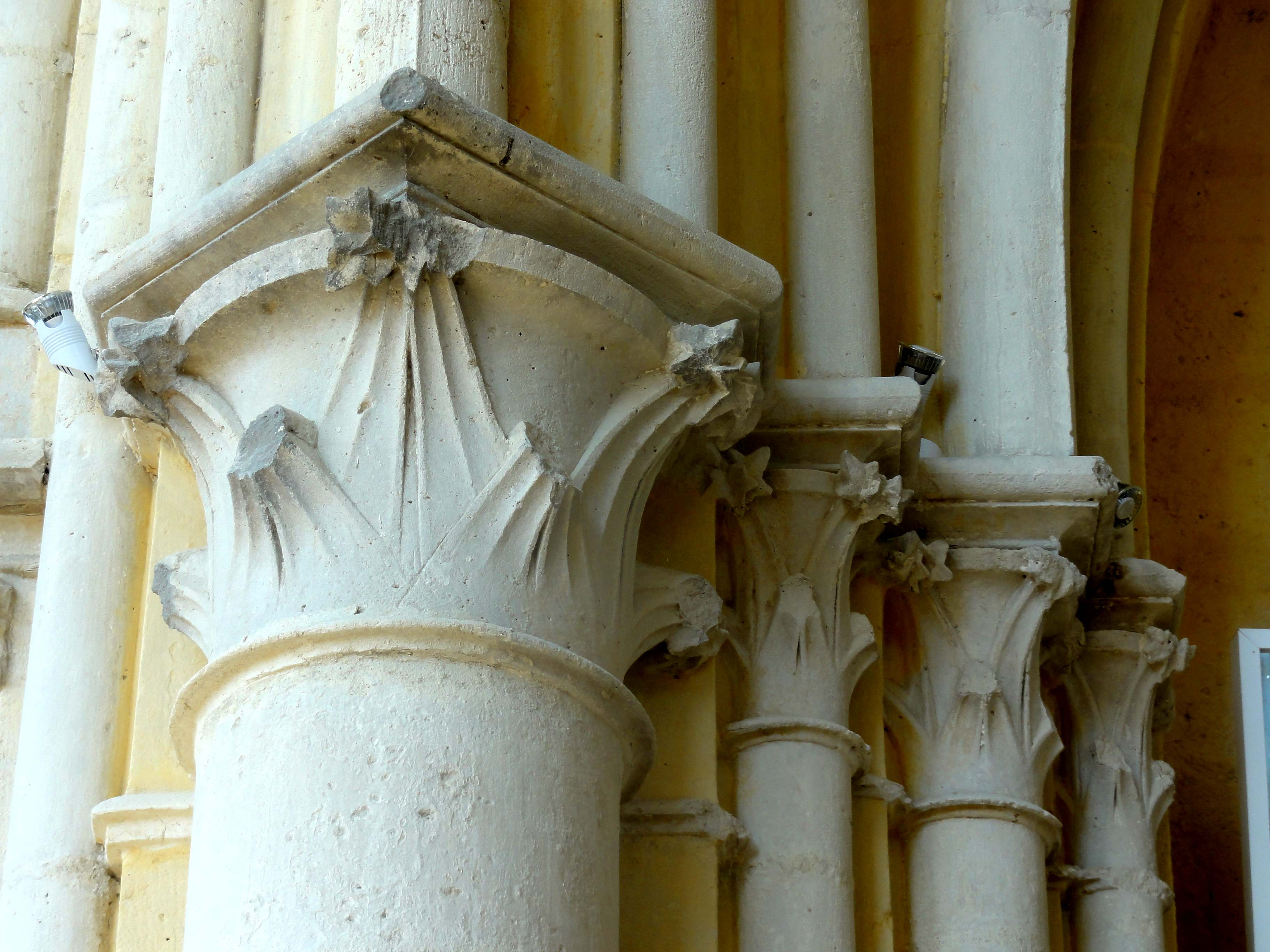
Chapiteaux à l'ouest de l'arcade d'entrée.
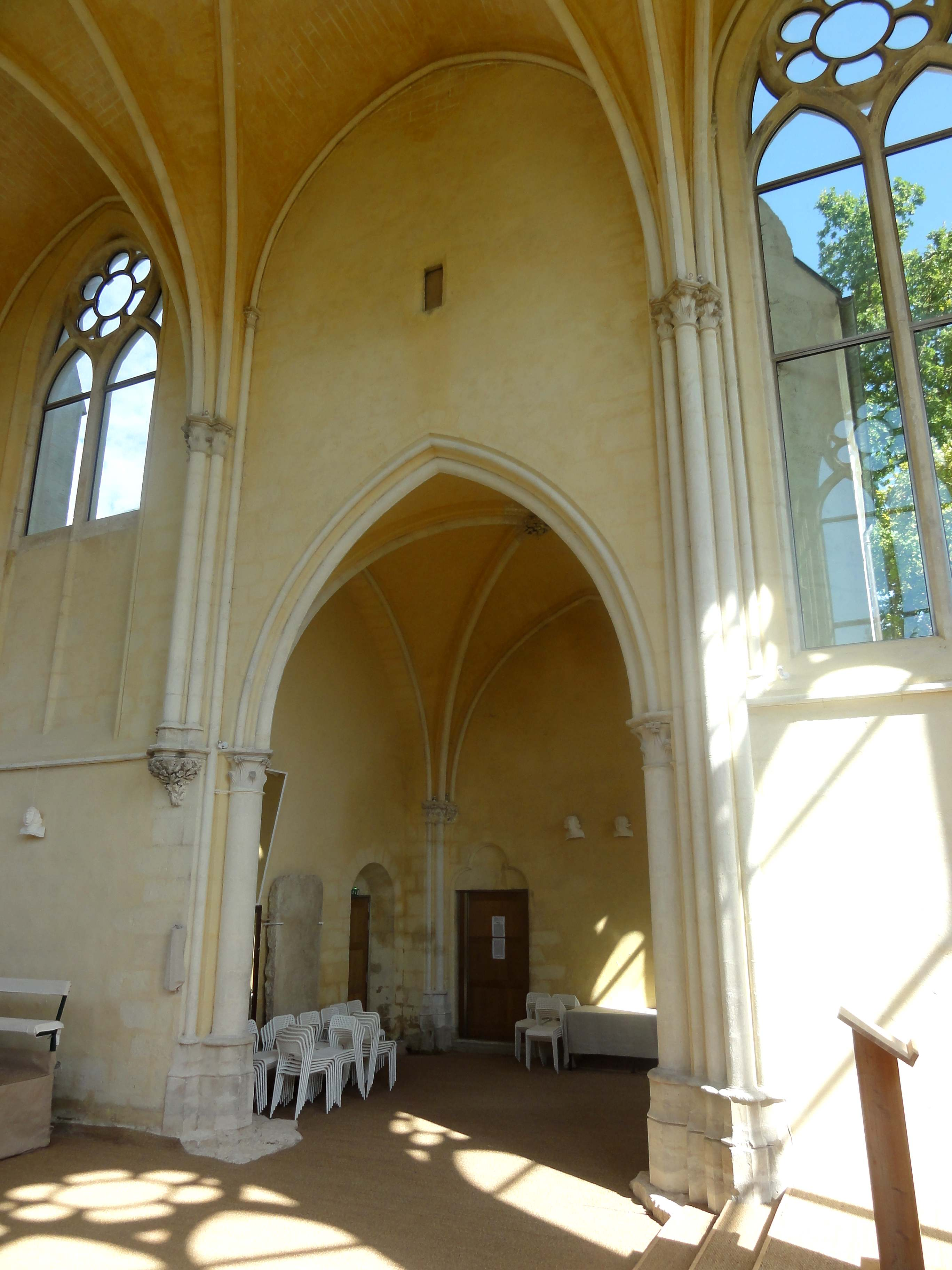
Vaisseau central, 4e travée, élévation nord.
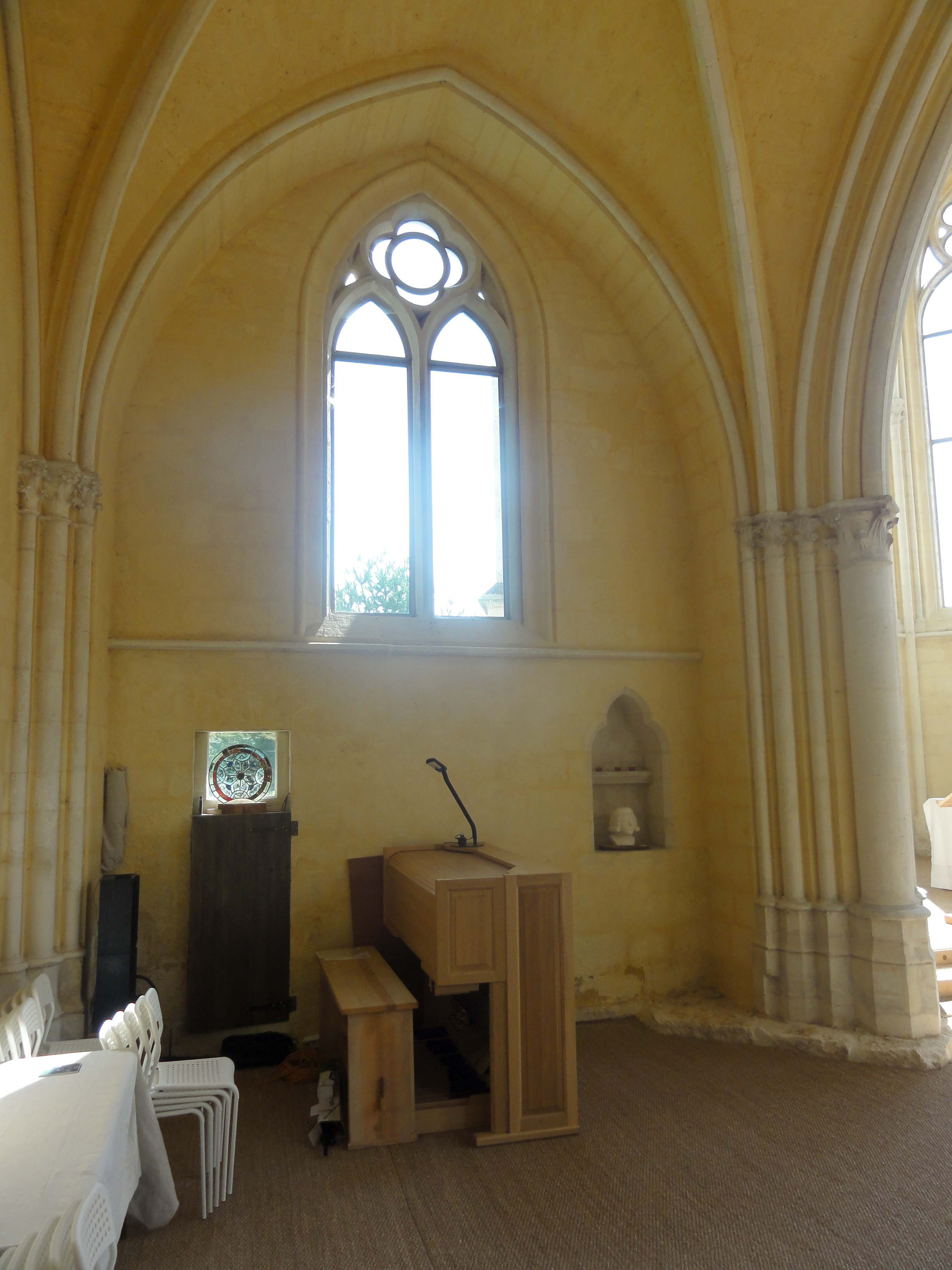
Vue vers l'est.
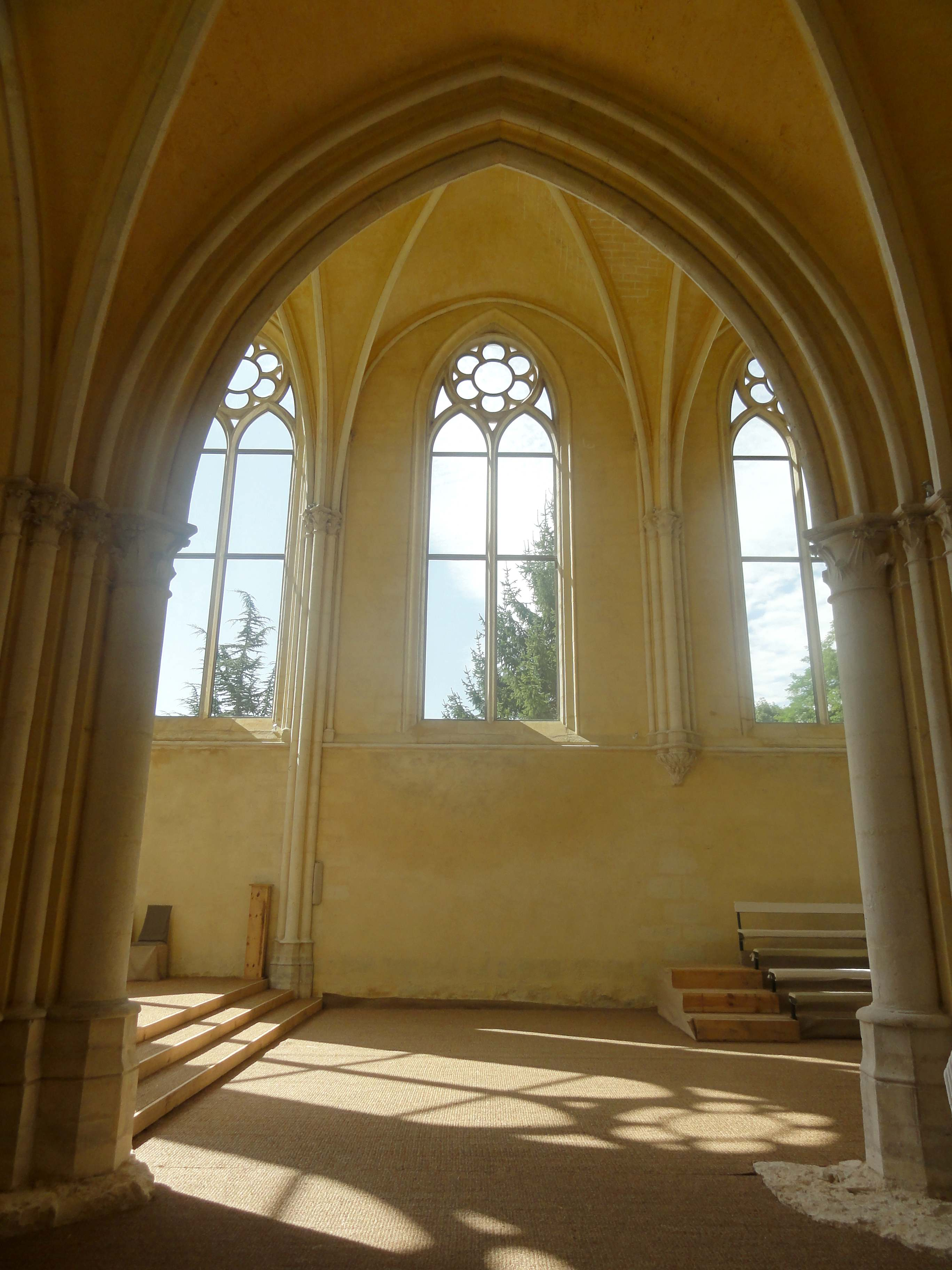
Vue vers le sud dans le vaisseau central.
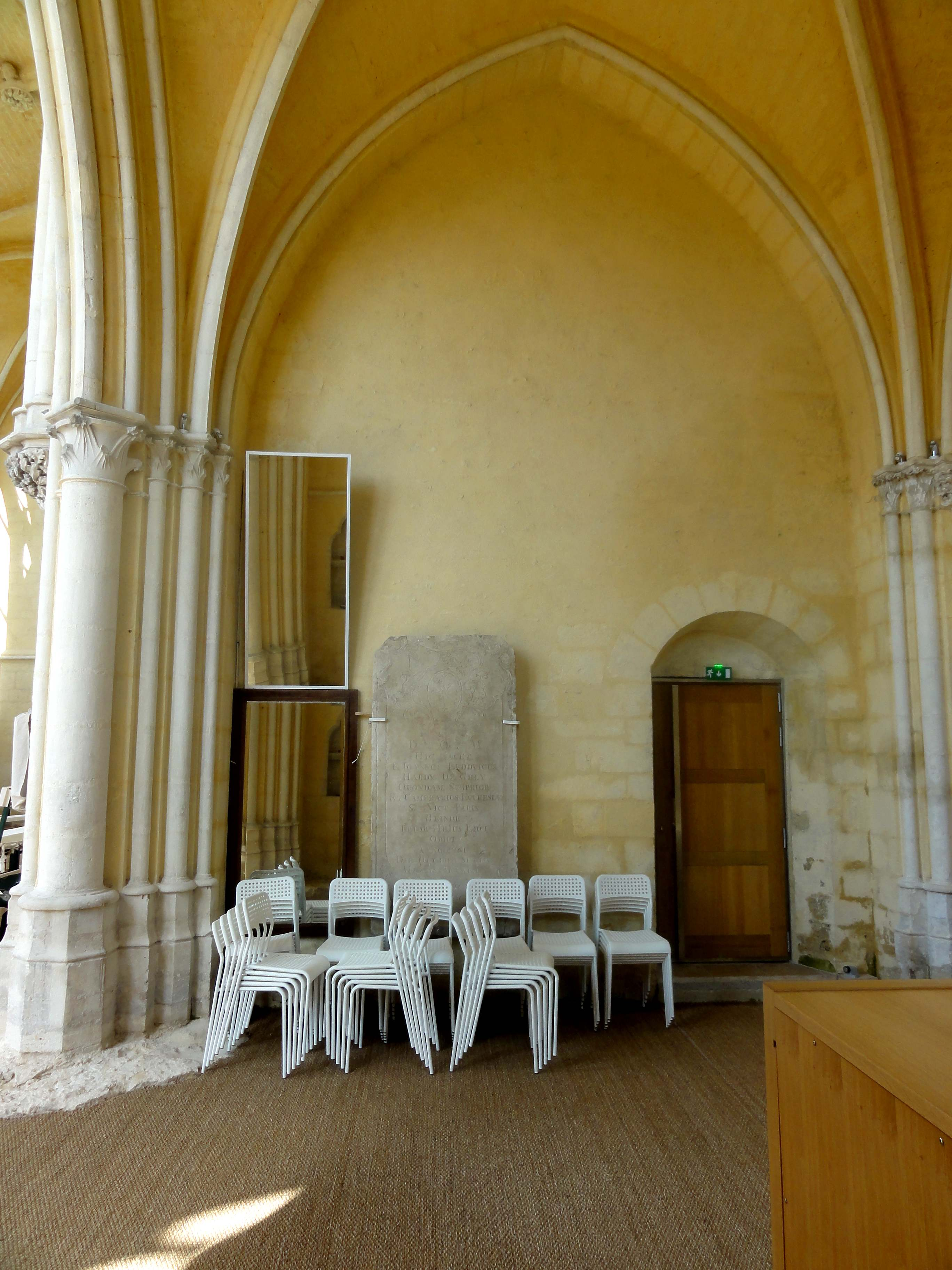
Vue vers l'ouest.
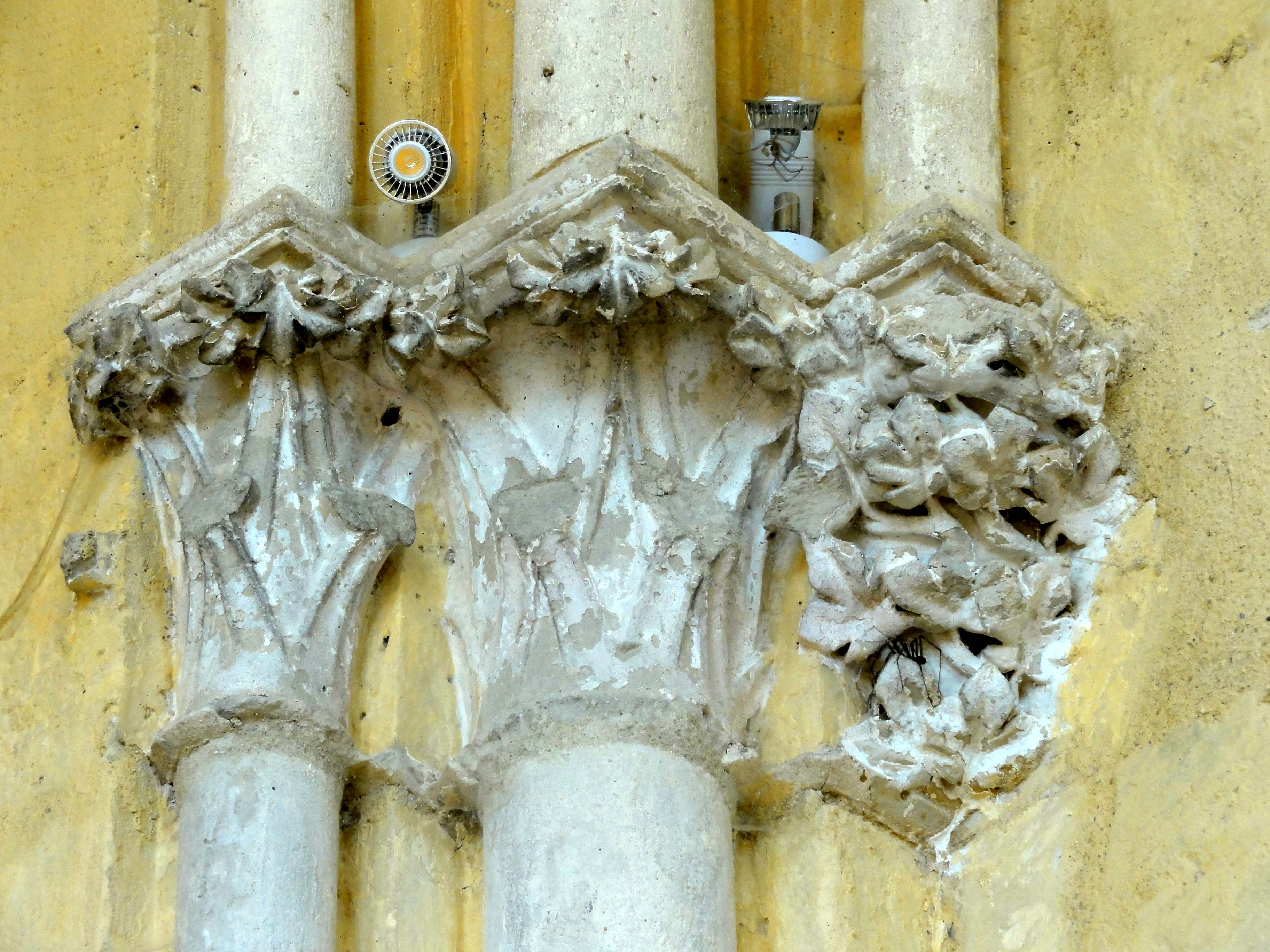
Chapiteaux dans l'angle nord-ouest.